# Sanatoria w Kołobrzegu

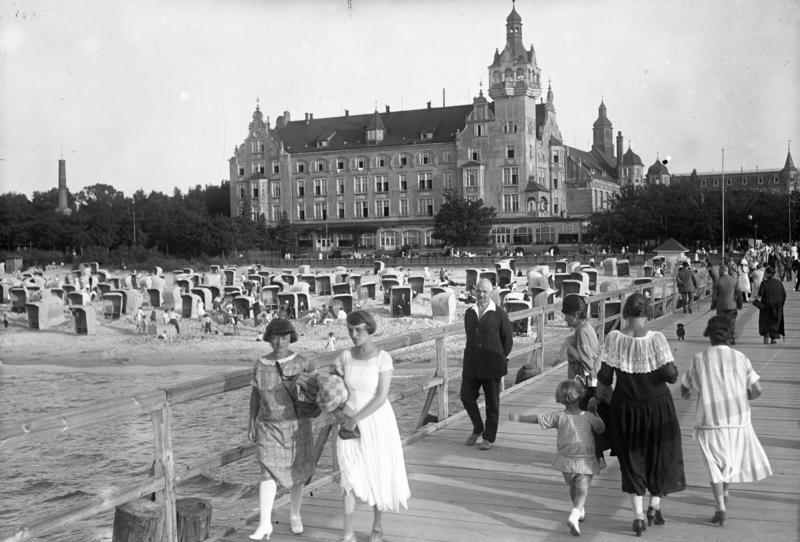
Nieistniejące obecnie sanatorium Strandschloß w 1930

 Sanatoria w Kołobrzegu – sanatoria stanowią podstawowy element infrastruktury zapewniającej bazę pobytową (noclegi, wyżywienie) oraz rehabilitacyjną dla kuracjuszy przebywających w Uzdrowisku Kołobrzeg.
Kołobrzeg uzyskał nowe możliwości rozwoju po zniesieniu statusu twierdzy w 1872. Miasto zaczęło wykorzystywać walory lecznicze i wypoczynkowe, powstały pierwsze tężnie, pensjonaty, hotele, sanatoria, zakłady przyrodolecznicze. W 1899 oddane zostało do użytku sanatorium Strandschloß (Zamek Plażowy, Pałac Nadbrzeżny), pełniące rolę domu zdrojowego. Obiekt ten wybudowano w stylu renesansu niemieckiego. O jego wielkości świadczy fakt, że posiadał m.in. salę na 1000 miejsc. I wojna światowa spowodowała zahamowanie rozwoju miasta – zawieszono w tym czasie charakter uzdrowiskowy miasta, a na czas wojny sanatoria przekształcono w szpitale wojskowe. Po zakończeniu wojny w 1919, Kołobrzeg pełnił funkcje wojskowej stolicy Niemiec – w sanatoriach rozlokował się sztab feldmarszałka Paula von Hindenburga. Pod koniec II wojny światowej, w trakcie bitwy o Kołobrzeg, część uzdrowiskowa miasta, w tym sanatoria, została zniszczona w około 85%. W latach 60. XX wieku decyzją Komitetu Ekonomicznego Rady Ministrów PRL przystąpiono do przywrócenia miastu funkcji uzdrowiskowej. W tym okresie powstało wiele sanatoriów, nowo powstające obiekty były jednak projektowane i budowane w oderwaniu od starej przedwojennej zabudowy niemieckiej.
Obecnie w Kołobrzegu funkcjonuje kilkanaście sanatoriów oraz szpitali uzdrowiskowych. Część z nich należy do Uzdrowiska Kołobrzeg S.A., będącego następcą prawnym utworzonego w 1952 przedsiębiorstwa państwowego, pozostałe należą do innych podmiotów. Znajdujące się w strefie uzdrowiskowej obiekty mogą jednorazowo przyjąć ok. 7000 kuracjuszy i wczasowiczów. Zlokalizowane są w Dzielnicy Uzdrowiskowej, w strefie ochrony uzdrowiskowej „A”. Należą do nich m.in.:

## Arka

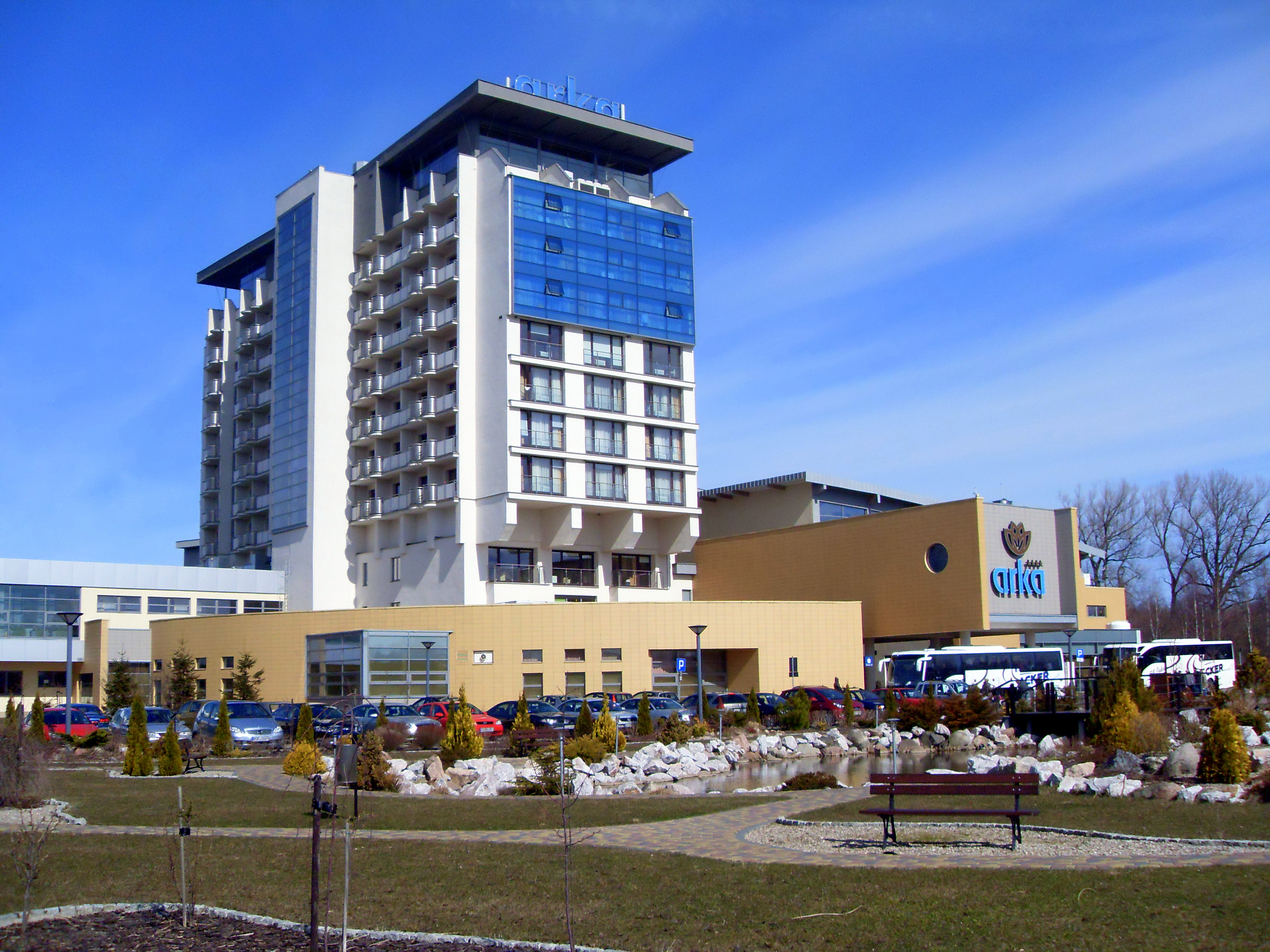
Sanatorium Arka

Arka Medical Spa jest najdalej na wschód położonym sanatorium w Kołobrzegu. Obiekt jest również czterogwiazdkowym hotelem, posiada także apartamenty na wynajem. Zlokalizowany jest przy ul. Sułkowskiego 11, bezpośrednio przy plaży, w sąsiedztwie Ekoparku Wschodniego. Powstawał etapami. Tworzy go kompleks budynków z dominującą częścią 11-piętrową, w której siedem kondygnacji zajmują pokoje oraz dwoma skrzydłami (od wschodu i zachodu) mającymi pokoje na sześciu kondygnacjach. Obiekt posiada centrum odnowy biologicznej, gdzie wykonywane są zabiegi fizjoterapeutyczne, balneologiczne i inne oraz zewnętrzny i wewnętrzne baseny kąpielowe. Posiada kilka restauracji i kawiarni. Na najwyższym, jedenastym piętrze znajduje się obrotowa kawiarnia widokowa Eleven Club, do której można dojechać windą panoramiczną. Obiekty otacza założenie parkowe od strony morza oraz od strony ul. Przesmyk. Inwestycja została sfinansowana przez PKO Bank Polski, o czym informuje metalowa tablica na murowanym pylonie przed wejściem do budynku. Sanatorium świadczy usługi m.in. dla osób ubezpieczonych w Narodowym Funduszu Zdrowia. Prowadzone jest przez spółkę akcyjną Arka-Mega.

## Bałtyk

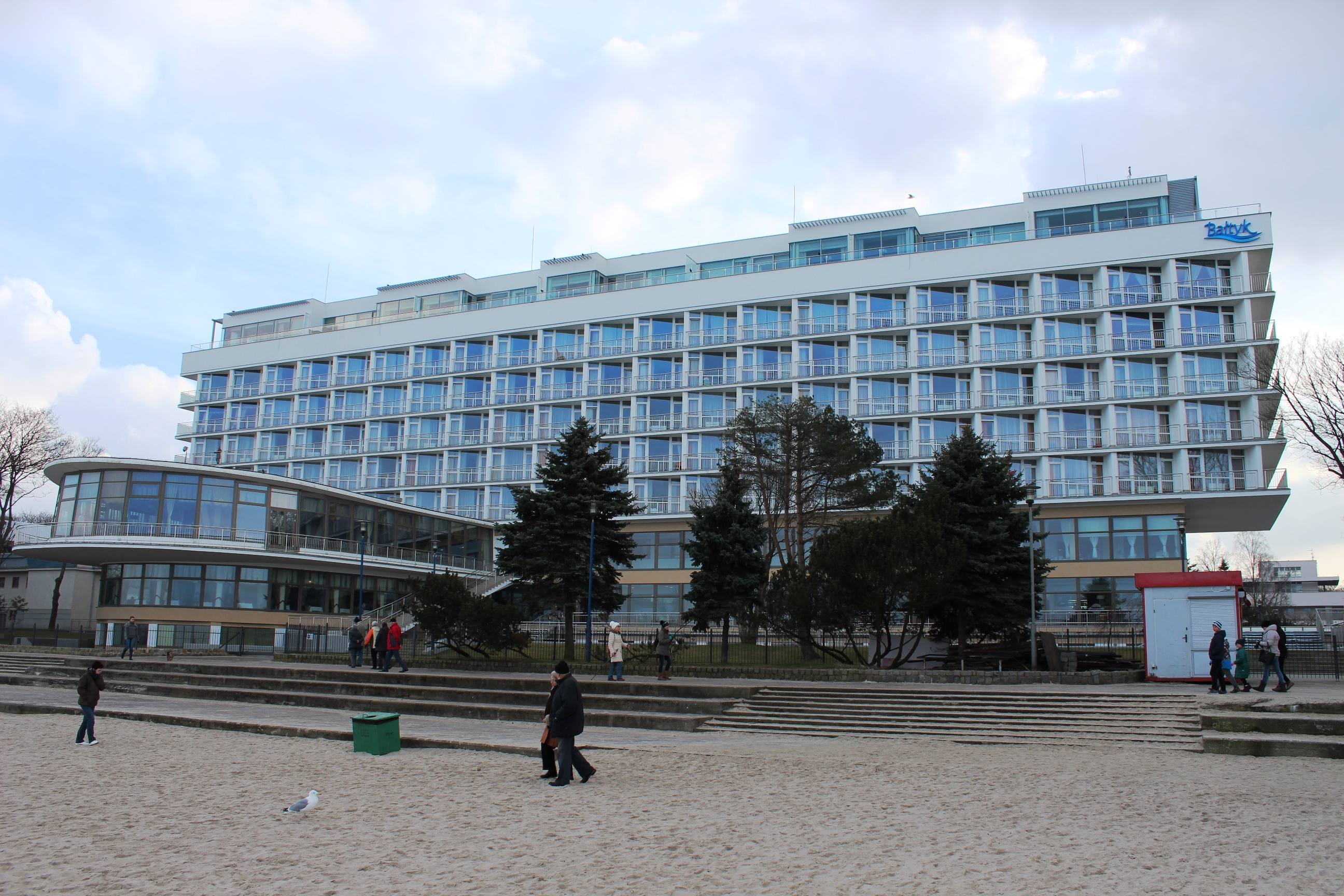
Sanatorium Bałtyk

Sanatorium Uzdrowiskowe Bałtyk zlokalizowane jest przy ul. Rodziewiczówny 1, bezpośrednio przy plaży, w sąsiedztwie kołobrzeskiego molo. Kompleks rozdziela dwie części parku im. Stefana Żeromskiego: park przy Pomniku Zaślubin z Morzem i park nadmorski (zdrojowy). Modernistyczny obiekt określany jako Bałtyk I został oddany do użytku w 1964 jako ośrodek sanatoryjno-wypoczynkowy Centralnej Rady Związków Zawodowych. Powstał według projektu Haliny Gurianowej i Edmunda Goldzamta. Został zbudowany na miejscu zniszczonego w 1945, w wyniku bitwy o Kołobrzeg, sanatorium Strandschloß (Zamku Plażowego, Pałacu Nadbrzeżnego). W budynku jest 169 pokoi i apartamentów, znajdujących się od 2 do 6 piętra, z widokiem na morze od strony północnej oraz na park i ogród sanatorium od strony południowej. W latach 2012–2014 przeprowadzono gruntowny remont i przebudowę obiektu według projektu architekta Tomasza Karpowicza z Pracowni Projektowej Architekta. Budynek o lekkiej konstrukcji, dużych przeszkleniach, ze zdynamizowaną elewacją od strony morza, poprzez ukośne ułożenie balkonów. Bryłę poprzedza wysunięty ku morzu przeszklony, półokrągło zakończony pawilon. W późniejszym okresie do budynku, od wschodu, dobudowano aquapark „Morska Odyseja” z kompleksem basenów, saunami, pijalnią wód leczniczych, tężnią i grotą solną oraz budynek Bałtyk II. Budynek II posiada 141 pokoi jedno-, dwu- i trzyosobowych oraz apartamenty, z widokiem na park lub ogród sanatorium. Centrum rehabilitacji i odnowy biologicznej w sanatorium to baza zabiegowa o powierzchni ponad 2200 m², świadcząca usługi w zakresie diagnostyki, rehabilitacji, leczenia oraz profilaktyki zdrowotnej chorób układu ruchu oraz układu oddechowego. Sanatorium świadczy usługi m.in. dla osób ubezpieczonych w Narodowym Funduszu Zdrowia.

## Dozamel

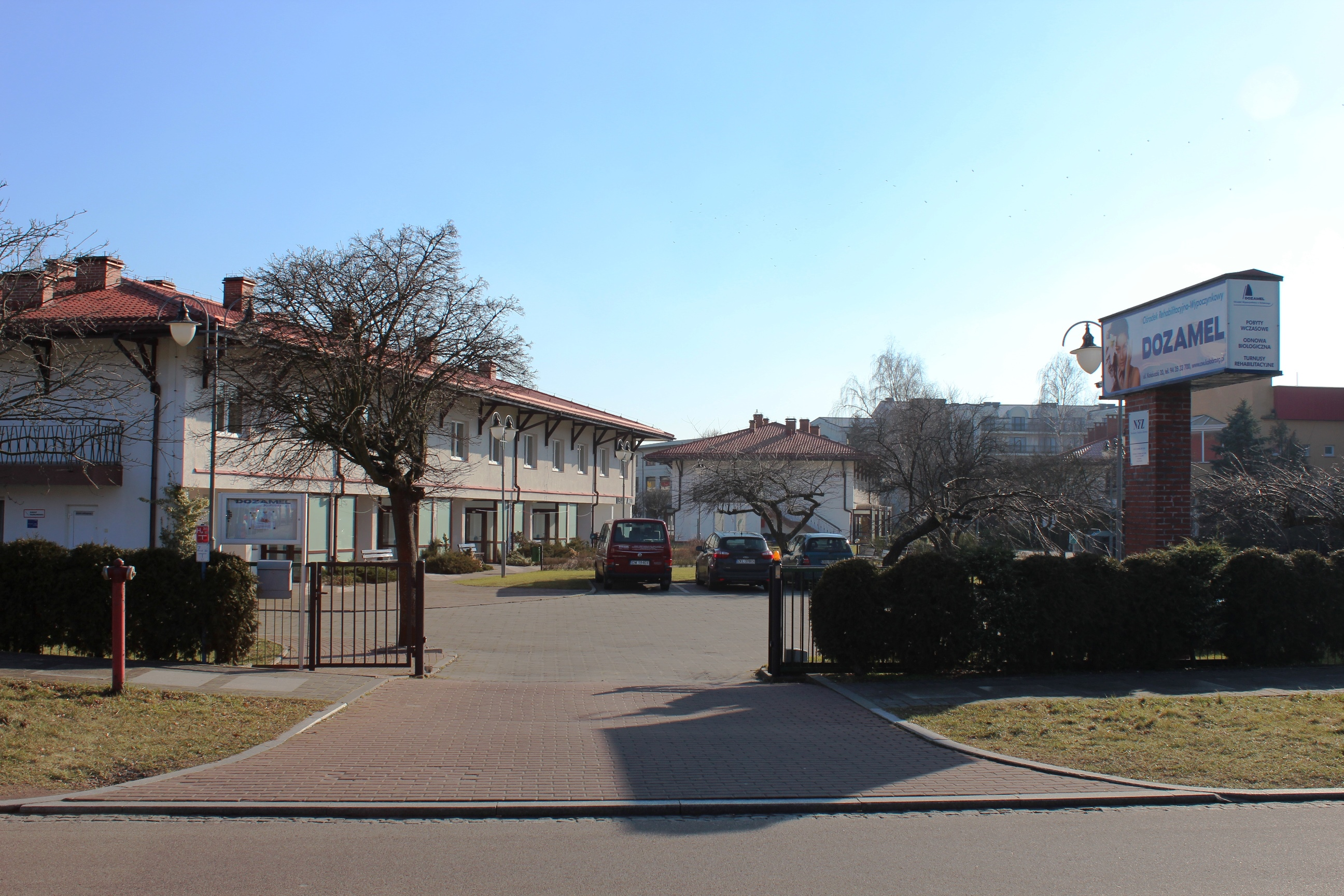
Sanatorium Dozamel

Ośrodek Rehabilitacyjno-Wypoczynkowy Dozamel zlokalizowany jest przy ul. Kościuszki 20 (między ul. Kościuszki a ul. Kasprowicza), sąsiaduje z hotelem Amber, hotelem ProVita i dawnym sanatorium Hutnik. Obiekt składa się z pięciu 1-piętrowych budynków. W sanatorium prowadzone są turnus usprawniająco-rekreacyjne przeznaczony dla osób dorosłych, posiadających orzeczenie o niepełnosprawności, z dysfunkcją narządu ruchu (z wyłączeniem osób poruszających się na wózkach inwalidzkich), dysfunkcją narządu wzroku, schorzeniami układu krążenia, cukrzycą, chorobami układu oddechowego, chorobami neurologicznymi oraz dla kobiet po mastektomii. Ponadto prowadzone są turnusy rehabilitacyjne usprawniająco-rekreacyjne z elementami hipoterapii dla dzieci w wieku 6-12 lat. Sanatorium świadczy usługi m.in. dla osób ubezpieczonych w Narodowym Funduszu Zdrowia.

## Gryf

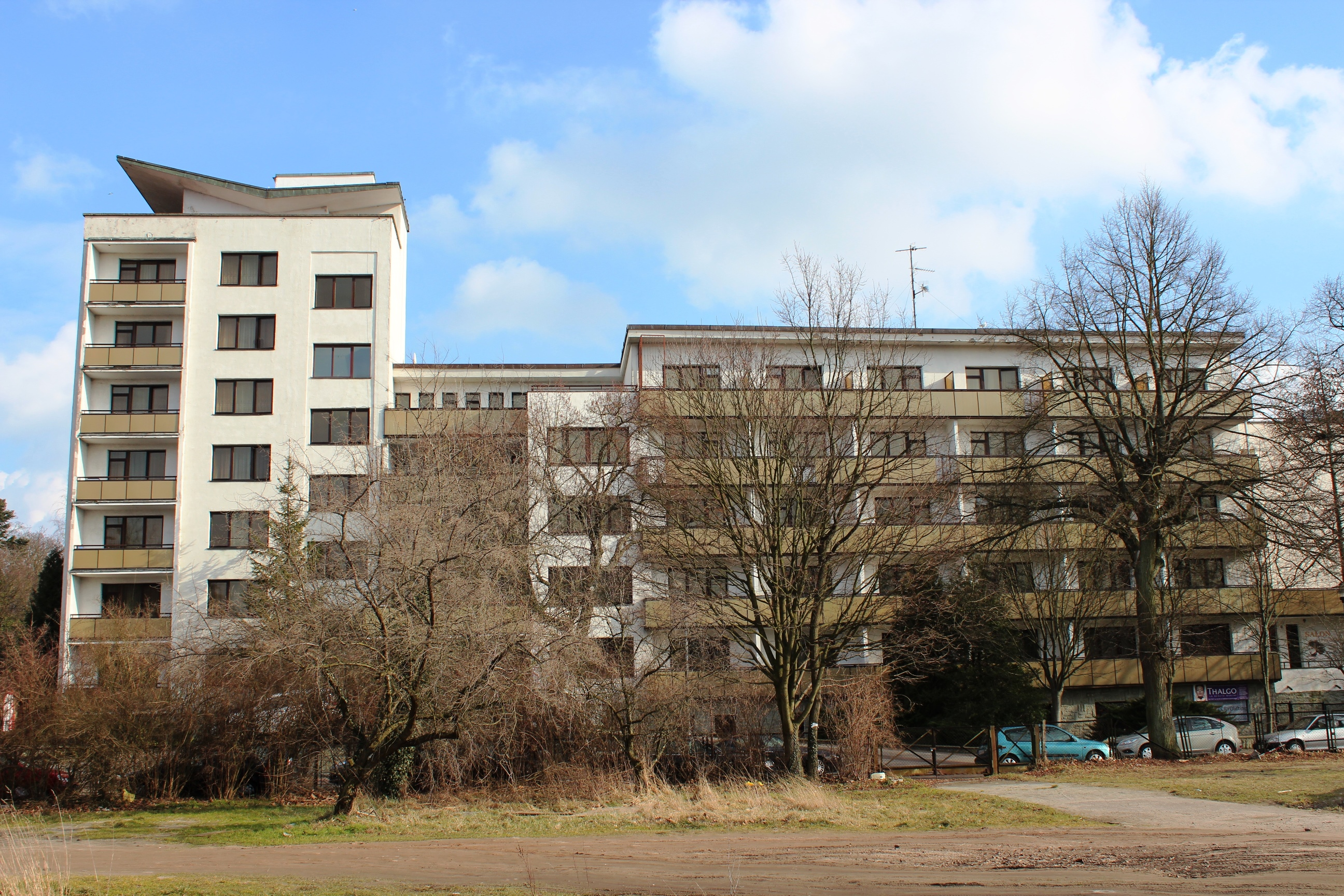
Sanatorium Gryf

Ośrodek Wypoczynkowo-Leczniczy Gryf zlokalizowany jest przy ul. Waszyngtona 1, w kwartale ulic: Rodziewiczówny, Borzymowskiego, Zdrojowa, Waszyngtona, przy parku im. Stefana Żeromskiego (zdrojowym). Sąsiaduje z hotelem Sand. Sanatorium zostało wybudowane w latach 1962-1966. Oddane do użytku w czerwcu 1966 przynależało do Wydziału Administracyjno-Gospodarczego Urzędu Rady Ministrów. W 1996 obiekt wszedł w skład gospodarstwa pomocniczego Urzędu Rady Ministrów, a od 2002 w skład Centrum Obsługi Kancelarii Prezesa Rady Ministrów. 11 stycznia 2008 sanatorium zostało przekazane powiatowi kołobrzeskiemu, który utworzył na jego bazie Kołobrzeski Zespół Hotelowy. 20 lipca 2010 sanatorium zostało wydzierżawione spółce z o.o. Centrum Rehabilitacji i Odnowy Biologicznej. Sanatorium tworzy kompleks budynków z dominującą 6-piętrową modernistyczną częścią od strony ul. Rodziewiczówny, na szczycie której znajduje się nadbudówka z lekko unoszącym się dachem w kształcie litery V. Przy niej, od strony ul. Waszyngtona, znajduje się 4-piętrowy budynek, przechodzący w część jednokondygnacyjną. Od ul. Borzymowskiego znajduje się 2-piętrowy budynek ze skośnym dachem, połączony z resztą łącznikiem. Sanatorium posiada 215 miejsc w pokojach jedno- i dwuosobowych, apartamentach z balkonami, a także w segmentach rodzinnych trzy- i czteroosobowych. Baza rehabilitacyjna oferuje zabiegi z zakresu fizykoterapia, kinezyterapia, zabiegi manualne, balneologiczne, hydroterapię i z zakresu ciepłolecznictwa.

## Górnik

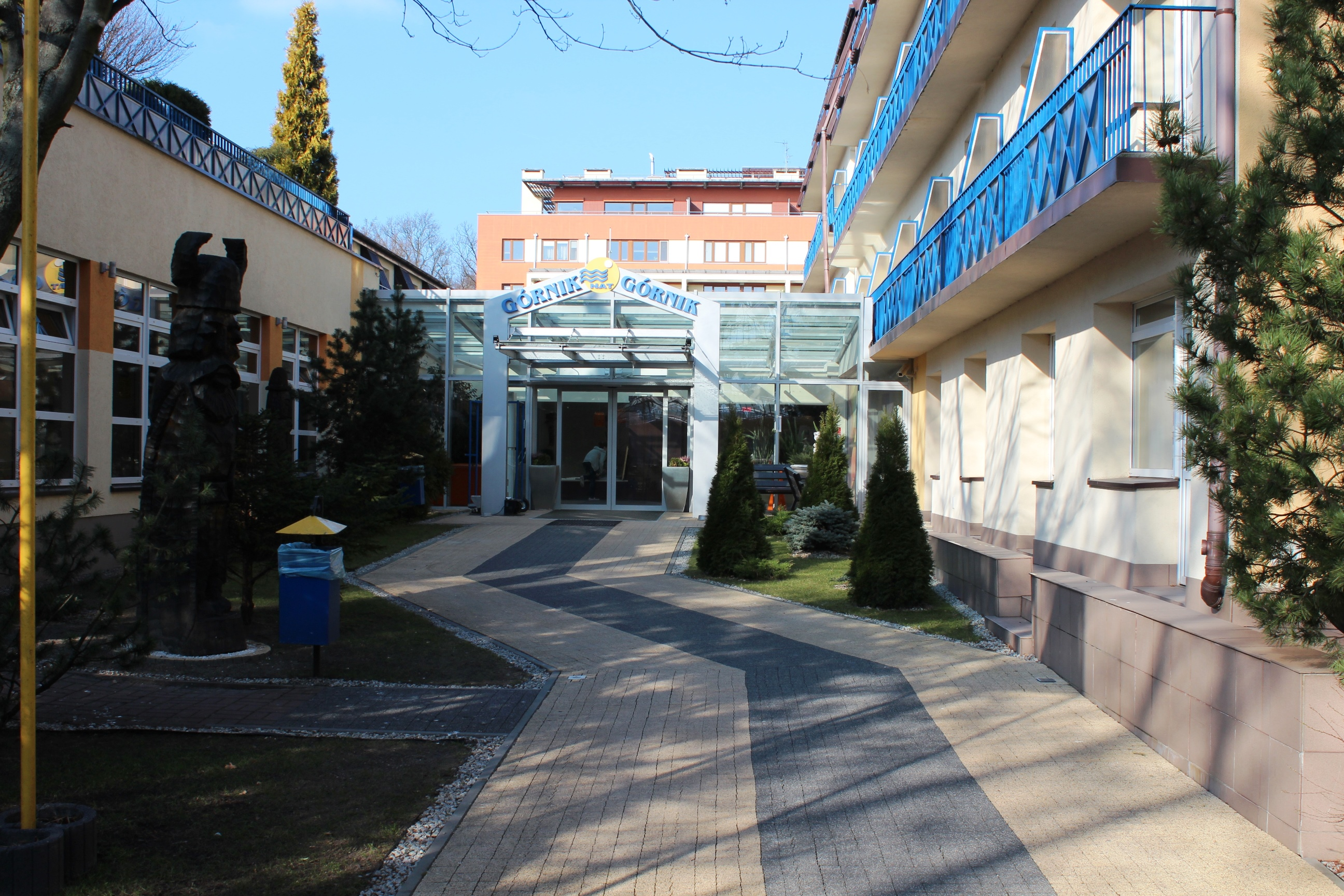
Sanatorium Górnik

Sanatorium Górnik zlokalizowane jest przy ul. Kościuszki 3, w kwartale ulic: Kopernika, Sikorskiego, Grottgera, Kościuszki. Sąsiaduje z sanatorium UAM oraz hotelem Olymp. Główny budynek sanatorium ma 3 piętra i położony jest wzdłuż ul. Kopernika. Sanatorium posiada 163 miejsca noclegowe, w pokojach dwuosobowych z balkonem oraz apartamentach dwu- i czteroosobowych. Dysponuje krytym basenem (12,5 m x 8,5 m), gabinetem odnowy biologicznej (hydromasaże, inhalacje, aquavibron, krioterapia, kriokomora, magnetoterapia, laseroterapia, masaż klasyczny, wirowy, wibracyjny, okłady borowinowe, sollux, tlenoterapia, interdyn, materac magnetyczny) oraz salą do ćwiczeń (gimnastyka indywidualna, zbiorowa, siłowa, bieżnia, rowerek). Na terenie sanatorium prezentowane są drewniane rzeźby plenerowe. Prowadzone jest przez spółkę z o.o. Nadwiślańska Agencja Turystyczna, należącą do grupy kapitałowej Kompania Węglowa.

## Hutnik

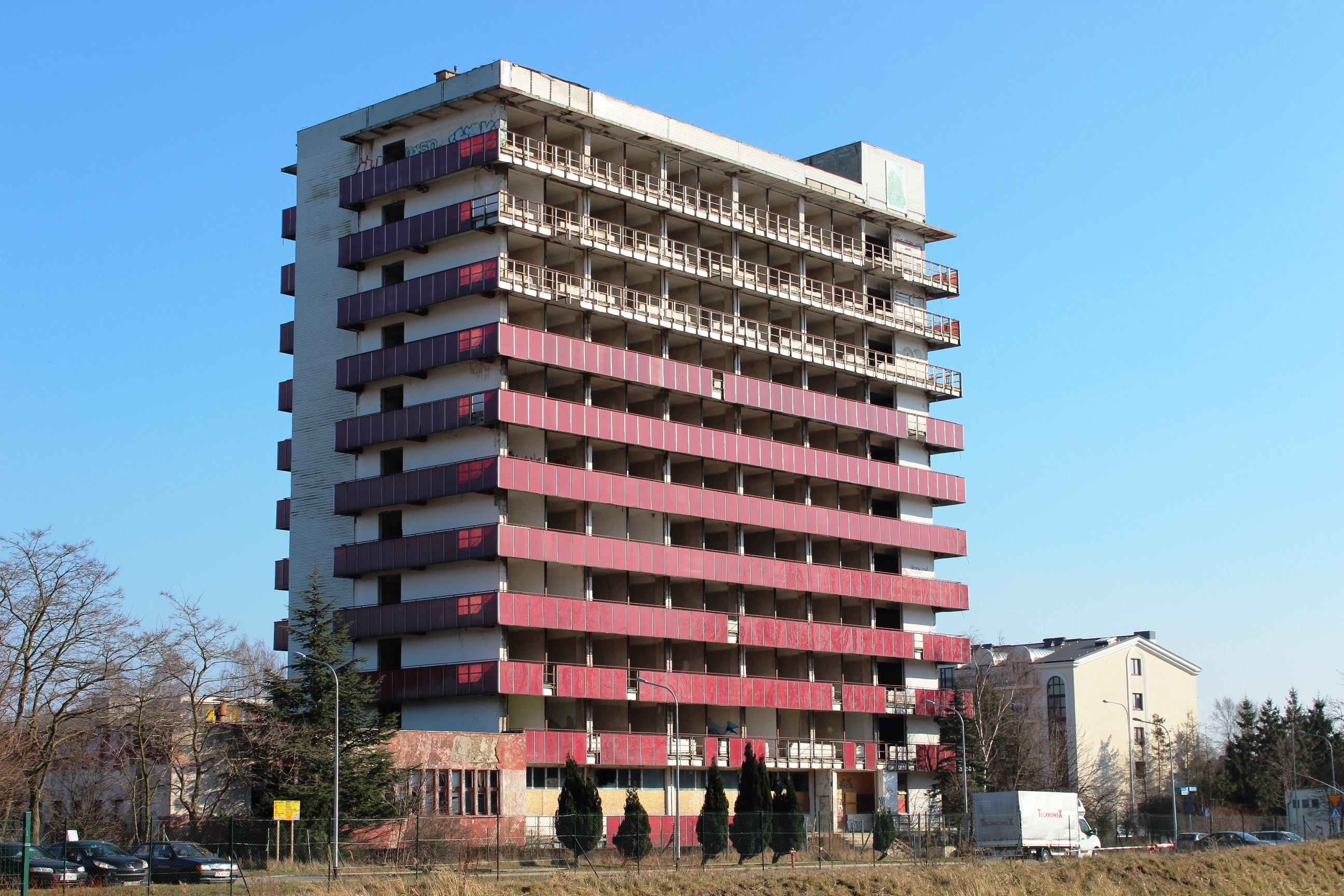
Ruiny sanatorium Hutnik

Ruiny Sanatorium Hutnik zlokalizowane są na działce przy skrzyżowaniu ul. Kasprowicza z ul. Kołłątaja. Od 2008 budynek stoi opuszczony. Ma 10 pięter, jego powierzchnia wynosiła ok. 6 tys. m². W jego sylwetce charakterystyczne są balkony, zabudowane płytami w kolorze wiśniowym, obiegające prawie całe kondygnacje. Przez wiele lat właścicielem obiektu była Kasa Rolniczego Ubezpieczenia Społecznego, która prowadziła w nim Centrum Rehabilitacji Rolników „Niwa”. Po przeprowadzce centrum do nowej lokalizacji przy ul. Norwida, KRUS sprzedało obiekt firmie Amber Gold. W wyniku upadku i afery związanej z tą spółką, jej majątek przejął syndyk, który działkę z nieruchomościami sprzedał spółce „Mat-Mad” z Kołobrzegu. We wrześniu 2014 rozpoczęły się prace budowlane. Budynek główny nowego kompleksu powstanie na bazie konstrukcji dawnego sanatorium, bez jej wyburzania - obowiązujący plan zagospodarowania przestrzennego dla strefy „A” uzdrowiska, nie przewiduje obecnie budowy takich wysokich budynków. Planowana jest również budowa na działce kilku mniejszych nieruchomości, aby w sumie uzyskać około 15 tysięcy m² powierzchni hotelowej. Nowy obiekt funkcjonuje pod nazwą Olymp IV.

## Ikar

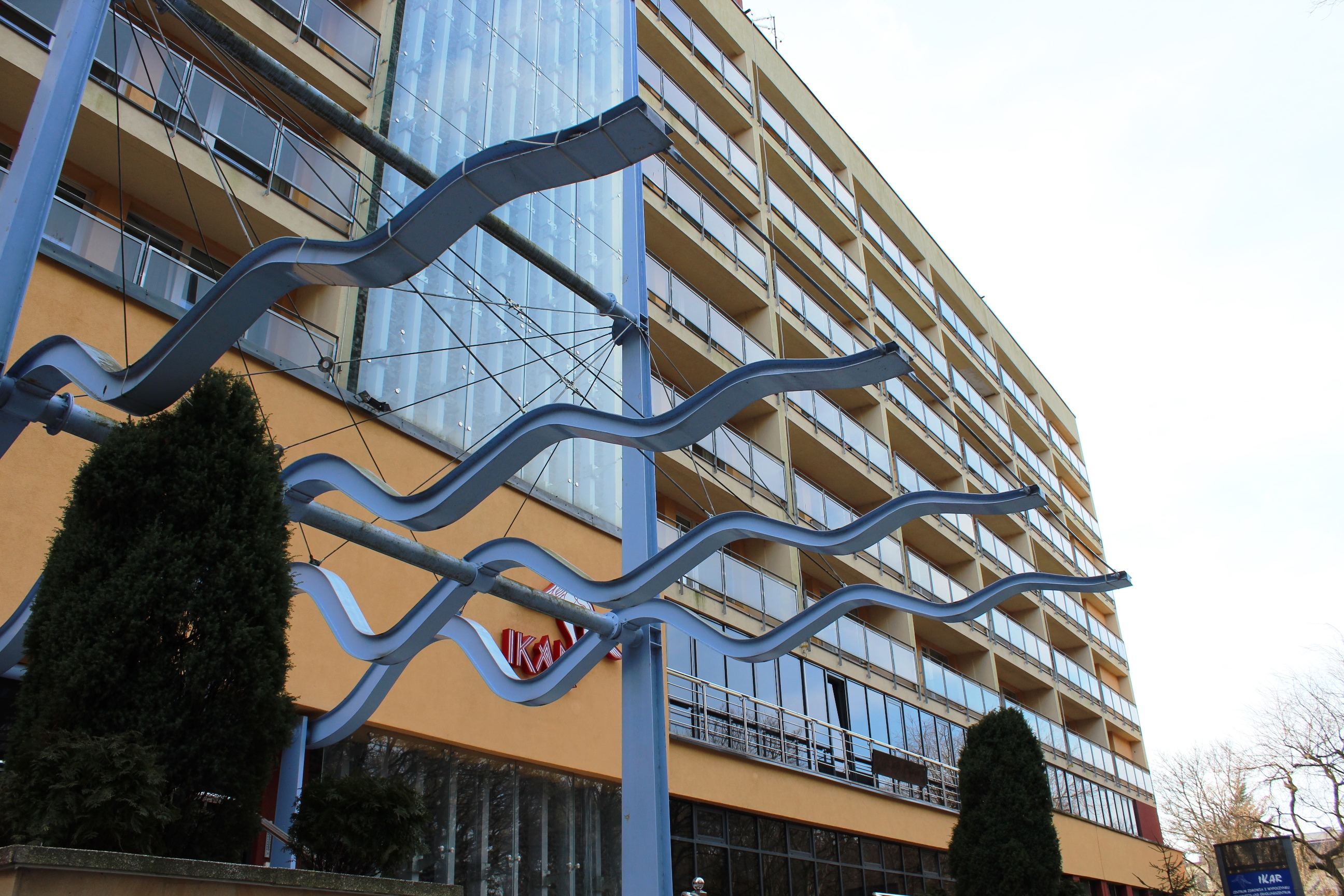
Sanatorium Ikar

Centrum Zdrowia i Wypoczynku Ikar zlokalizowane jest przy ul. Rodziewiczówny 24, w kwartale ulic: Ściegiennego, Rafińskiego, Korzeniowskiego, Rodziewiczówny. Sąsiaduje z sanatorium Mewa I, Mewa II i sanatorium Lech. W jego miejscu przed II wojną światową znajdował się urząd finansowy (niem. finanzamt). Powstało jako sanatorium dla pracowników przemysłu lotniczego (Zjednoczenia Przemysłu Lotniczego). Modernistyczny, 7-piętrowy budynek położony jest równolegle do deptaka, okna pokoi skierowane są w kierunku morza oraz na południe. Główne wejście zlokalizowane jest od strony parku im. Stefana Żeromskiego (zdrojowego). W przyziemiu budynku znajdują się punkty handlowe. Do dyspozycji kuracjuszy jest 135 pokoi dwuosobowych, 6 pokoi typu studio oraz 2 apartamenty - łącznie na 6 kondygnacjach. Sanatorium posiada bazę zabiegową z zakresu kinezyterapii, elektroterapii, leczenia polem magnetycznym, światłolecznictwa (laseroterapia), ultradźwięków, ciepłolecznictwa, hydroterapii i krioterapii. W logo sanatorium, umieszczonym na fasadzie budynku, znajduje się wyobrażenie mitycznego Ikara. Kiedyś na budynku znajdował się neon z nazwą sanatorium i znakiem Państwowych Zakładów Lotniczych (PZL). W sanatorium ma swoją siedzibę Naczelny Lekarz Uzdrowiska dla uzdrowisk Połczyn-Zdrój, Kołobrzeg i Dąbki.

## Interferie Chalkozyn

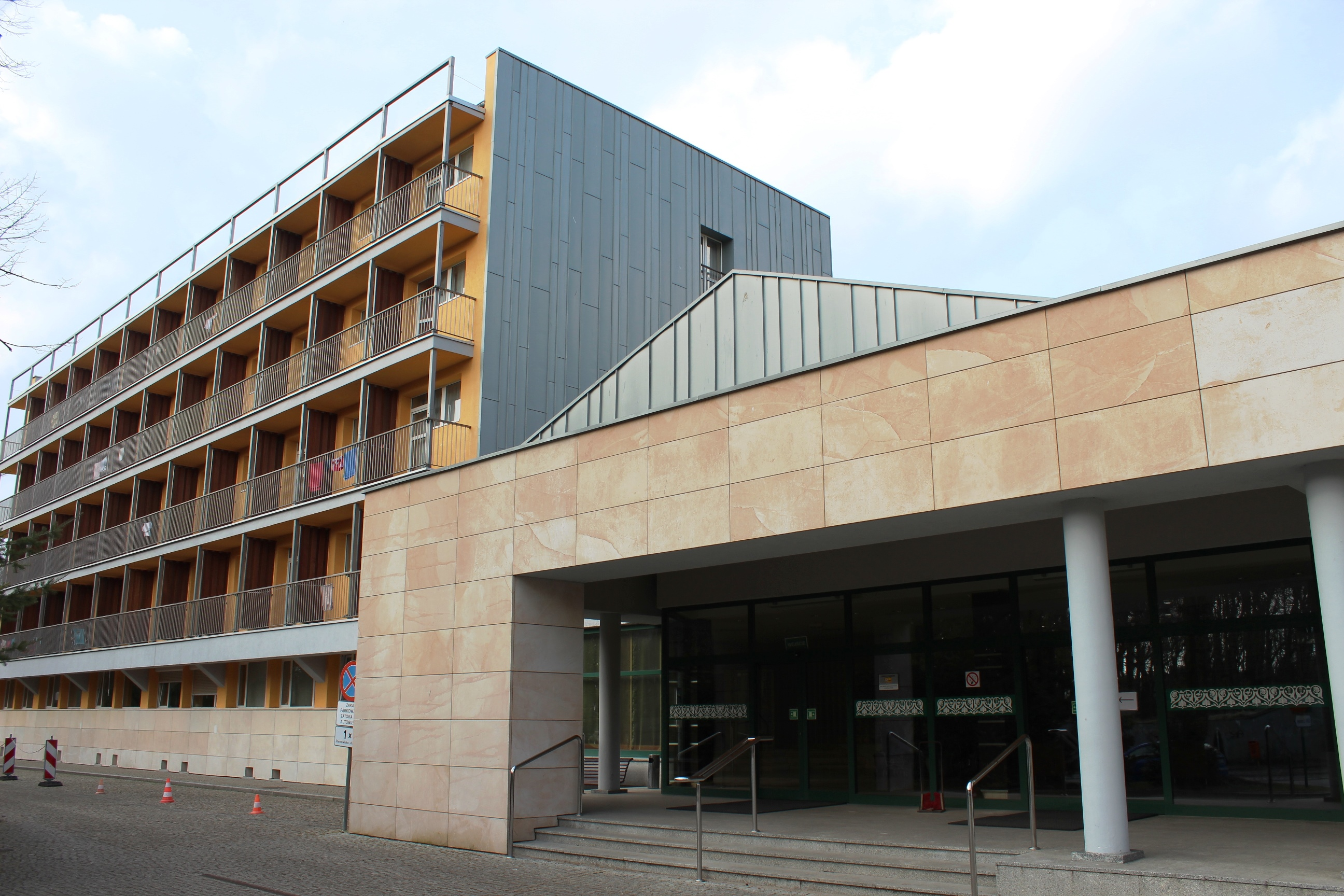
Sanatorium Interferie Chalkozyn

Ośrodek uzdrowiskowy Interferie Chalkozyn zlokalizowany jest przy ul. Zdrojowej 1, w kwartale ulic: Reymonta, Rodziewiczówny, Słowackiego, Zdrojowa. Sąsiaduje z sanatorium Kielczanka, sanatorium Muszelka oraz sanatorium Phoenix. Ośrodek składa się z dwóch głównych budynków: 5-piętrowego od strony ul. Reymonta, z oknami na wschód i zachód oraz 4-piętrowego od strony ul. Zdrojowej, z oknami na północ i południe. Główne wejście znajduje się od ul. Zdrojowej. Do dyspozycji kuracjuszy jest 301 miejsc noclegowych w pokojach jedno-, dwu- i trzyosobowych oraz apartamentach o podwyższonym standardzie. Sanatorium posiada bazę zabiegową dla osób ze schorzeniami układu krążenia, narządów ruchu i górnych dróg oddechowych. Stosuje się m.in. spondyliatrię – leczenie schorzeń kręgosłupa, fizykoterapię (diadynamika, jonoforeza, lampa sollux, magnetotronik), hydroterapię – masaże (podwodny, wirowy, hydromasaż) i kąpiele (perełkowa, solankowa), krioterapię, inhalacje oraz elektroterapię. Nazwa sanatorium nawiązuje do chalkozynu, minerału z grupy siarczków, zawierającego ok. 80% miedzi. Sanatorium prowadzone jest przez spółkę akcyjną Interferie z Legnicy, która powstała z wyodrębnienia z majątku restrukturyzowanego Kombinatu Górniczo-Hutniczego Miedzi (obecnie KGHM Polska Miedź).

## Jantar

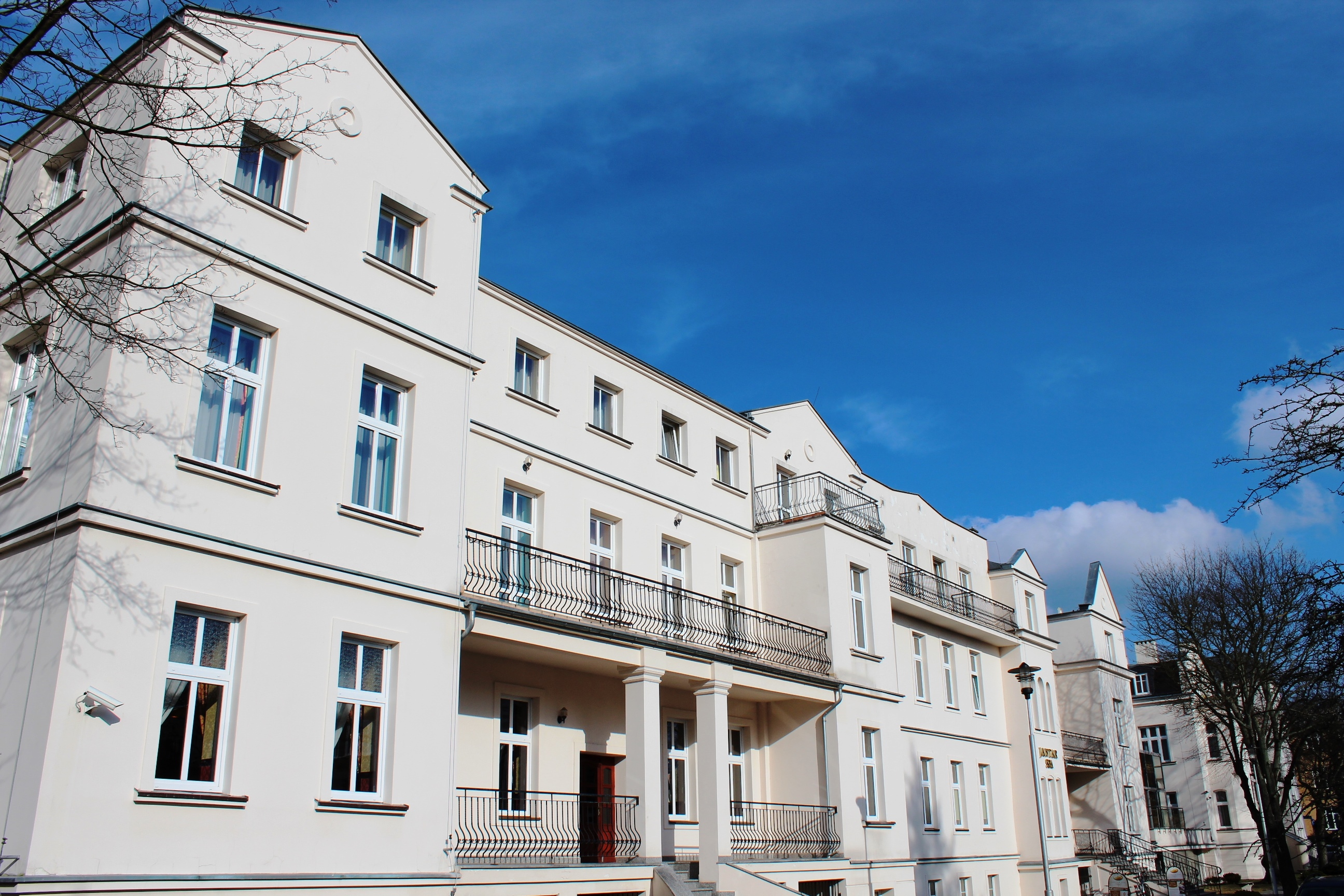
Sanatorium Jantar

Sanatorium Jantar zlokalizowane jest przy ul. Rafińskiego 10-14, w kwartale ulic: Ściegiennego, Rodziewiczówny, Konopnickiej, Rafińskiego. Sąsiaduje z sanatorium Mewa I, IV i V. Mieści się w budynkach z lat 1904-1906 o secesyjnej architekturze - jest jednym z niewielu w Kołobrzegu sanatoriów, w budynku sprzed II wojny światowej. Pierwotnie były to trzy samodzielne budynki przy ówczesnej Roonstraße. Każdy z nich ma przyziemie, wysoki parter oraz dwa piętra z pokojami dla kuracjuszy. Sanatorium ma trzy reprezentacyjne wejścia z ozdobnymi schodami. Po II wojnie światowej budynek od strony ul. Konopnickiej został połączony ze środkowym budynkiem plombą o takiej samej wysokości, tworząc jednolitą pierzeję, natomiast pomiędzy środkowym budynkiem i budynkiem od strony ul. Ściegiennego stworzono łącznik, który w przyziemiu ma basen, jacuzzi, łaźnię parową i saunę fińską, a na wysokości parteru przeszkloną oranżerię na potrzeby kawiarni, o nowoczesnej architekturze. Sanatorium ma do dyspozycji 71 pokoi: 11 jednoosobowych, 34 dwuosobowych standard, 20 dwuosobowych lux oraz 6 apartamentów. Jantar oferuje zabiegi z zakresu fizykoterapii, elektroterapii, światłolecznictwa i balneoterapii. Od 2016 obiekt występuje jako trzygwiazdkowy hotel i spa w sieci Zdrojowa Hotels.

## Kielczanka

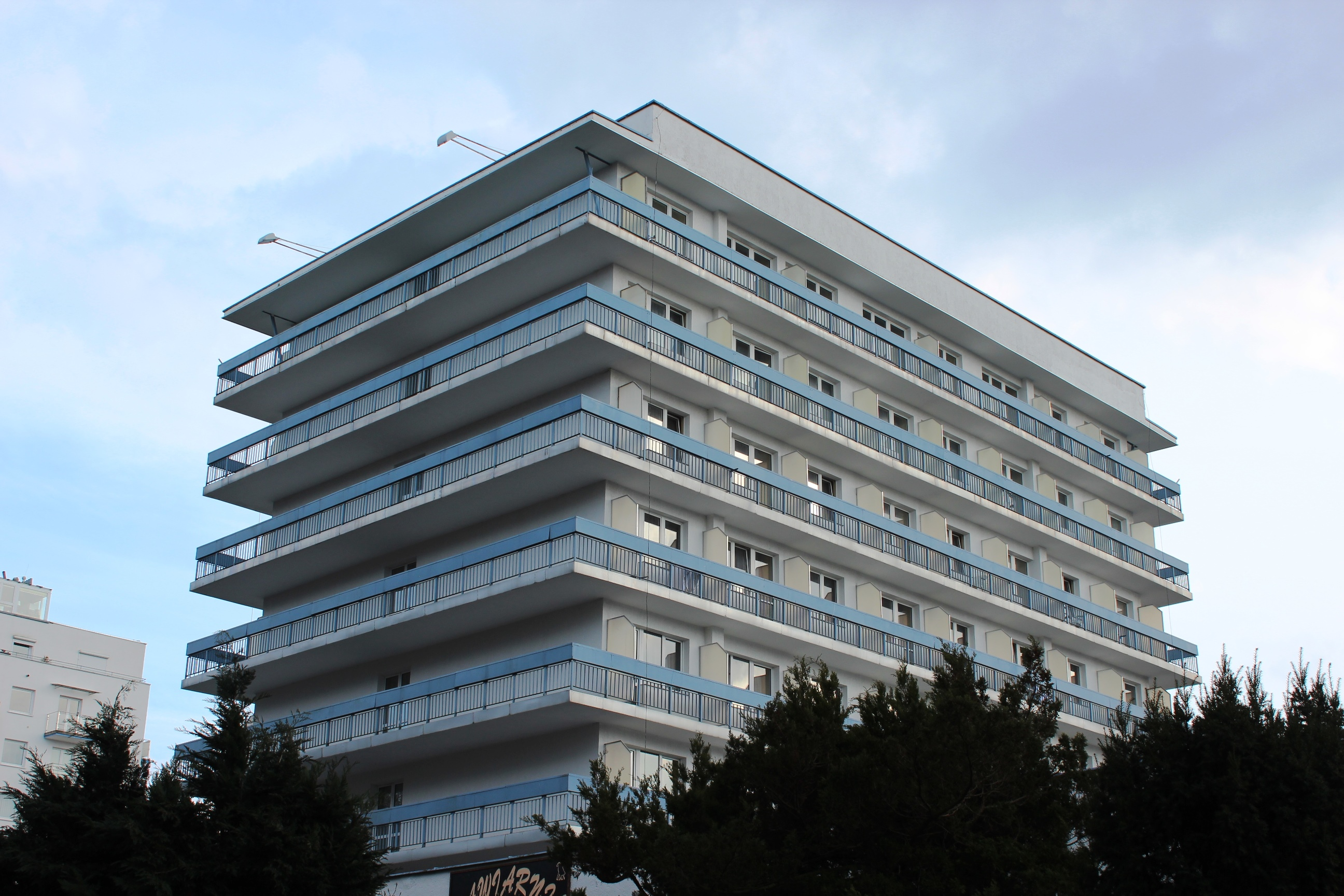
Sanatorium Kielczanka

Ośrodek Sanatoryjno-Wczasowy Kielczanka zlokalizowany jest przy ul. Rodziewiczówny 15, sąsiaduje z sanatorium Phoenix i sanatorium Interferie Chalkozyn oraz budynkiem mieszkalnym przy ul. Reymonta, z którym połączony jest pasażem handlowym. Modernistyczny budynek ma 6 pięter oraz częściową zabudowę na dachu, a także rozbudowaną część parterową. Okna pokoi skierowane są na wschód i zachód, z widokiem na morze. W jego sylwetce charakterystyczne są balkony, obiegające całe kondygnacje. Pod tym względem jest podobny do budynku sanatorium Mesko i San. Główne wejście zlokalizowane jest od strony parku im. Stefana Żeromskiego (zdrojowego). Na paterze przy wejściu znajduje się obszerny taras z żelbetowym zacienieniem. Funkcjonuje również Muzeum 6D Maszoperia, które przedstawia życie i pracę nadbałtyckich maszopów. Sanatorium świadczy usługi w zakresie balneologi, światłolecznictwa, kąpieli wirowych, terapii manualnej, masaży suchych i wodnych, sauny, solarium, elektrolecznictwa oraz gimnastyki rehabilitacyjnej i zdrowotnej. Świadczy usługi m.in. dla osób ubezpieczonych w Narodowym Funduszu Zdrowia. Prowadzone jest przez spółkę z o.o. Albax.

## Koral Live

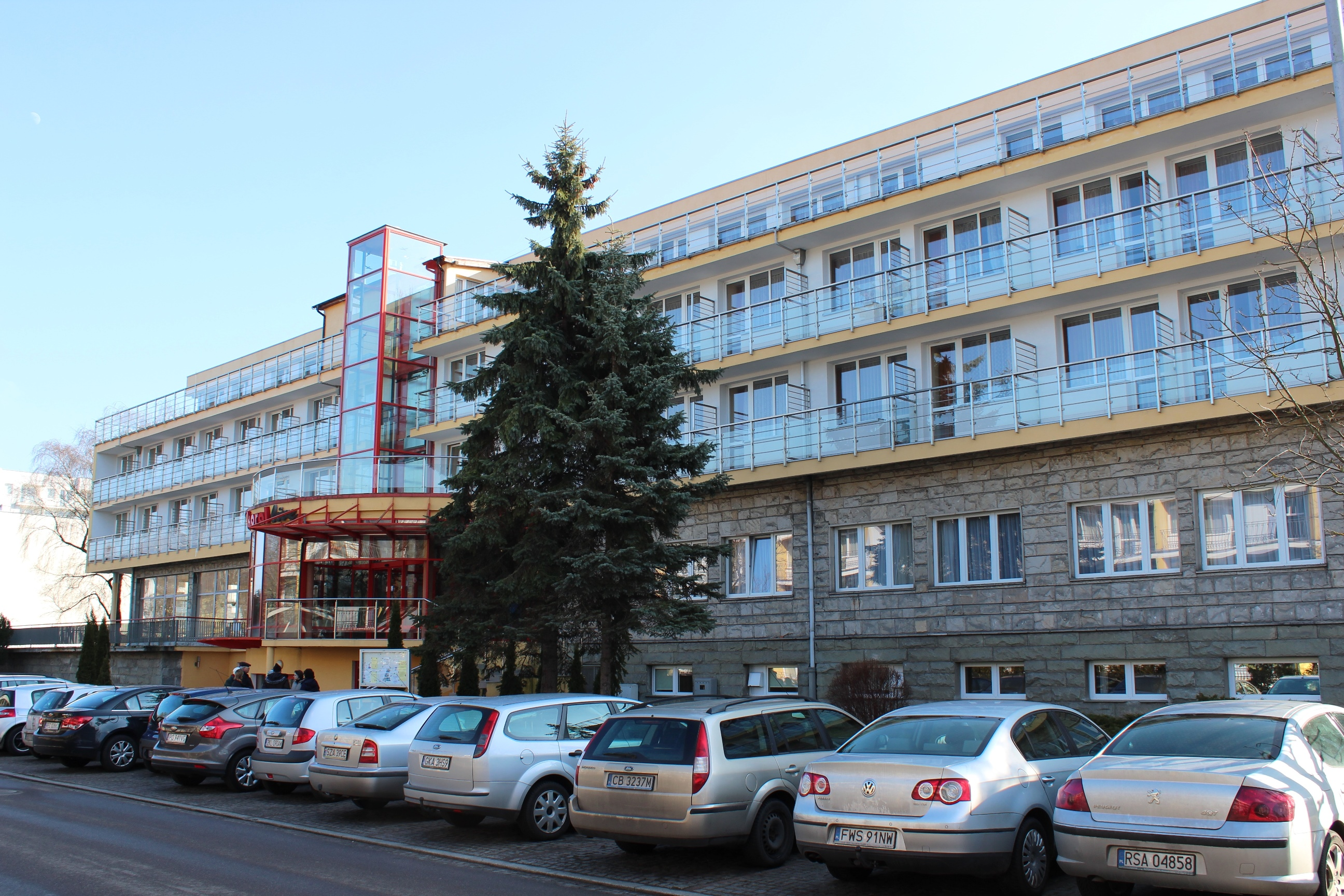
Sanatorium Koral Live

Sanatorium Uzdrowiskowe Koral Live mieści się przy ul. Kościuszki 12, w kwartale ulic: Kościuszki, Krakusa i Wandy, Kasprowicza, Kołłątaja. Sąsiaduje z sanatorium San i Verano. Modernistyczny budynek ma wysoki parter oraz 3-piętra, przy czym najwyższe piętro jest nieco mniejsze kubaturowo i ma taras dookoła kondygnacji. Do budynku wchodzi się przez półkolistą rotundę, nad którą znajduje się przeszklony szyb windy. Obiekt dysponuje 160 miejscami w pokojach jedno- i dwuosobowych z pełnym węzłem sanitarnym oraz trzech apartamentach. Okna pokoi skierowane są na północ i południe. Sanatorium świadczy usługi w zakresie pobytów sanatoryjnych, wczasów profilaktycznych i rehabilitacyjnych oraz pobytów wczasowych. Specjalizuje się w leczeniu schorzeń układu oddechowego, krążenia, wydzielania wewnętrznego i przemiany materii, układu narządu ruchu oraz dolegliwości reumatologicznych.

## Kormoran

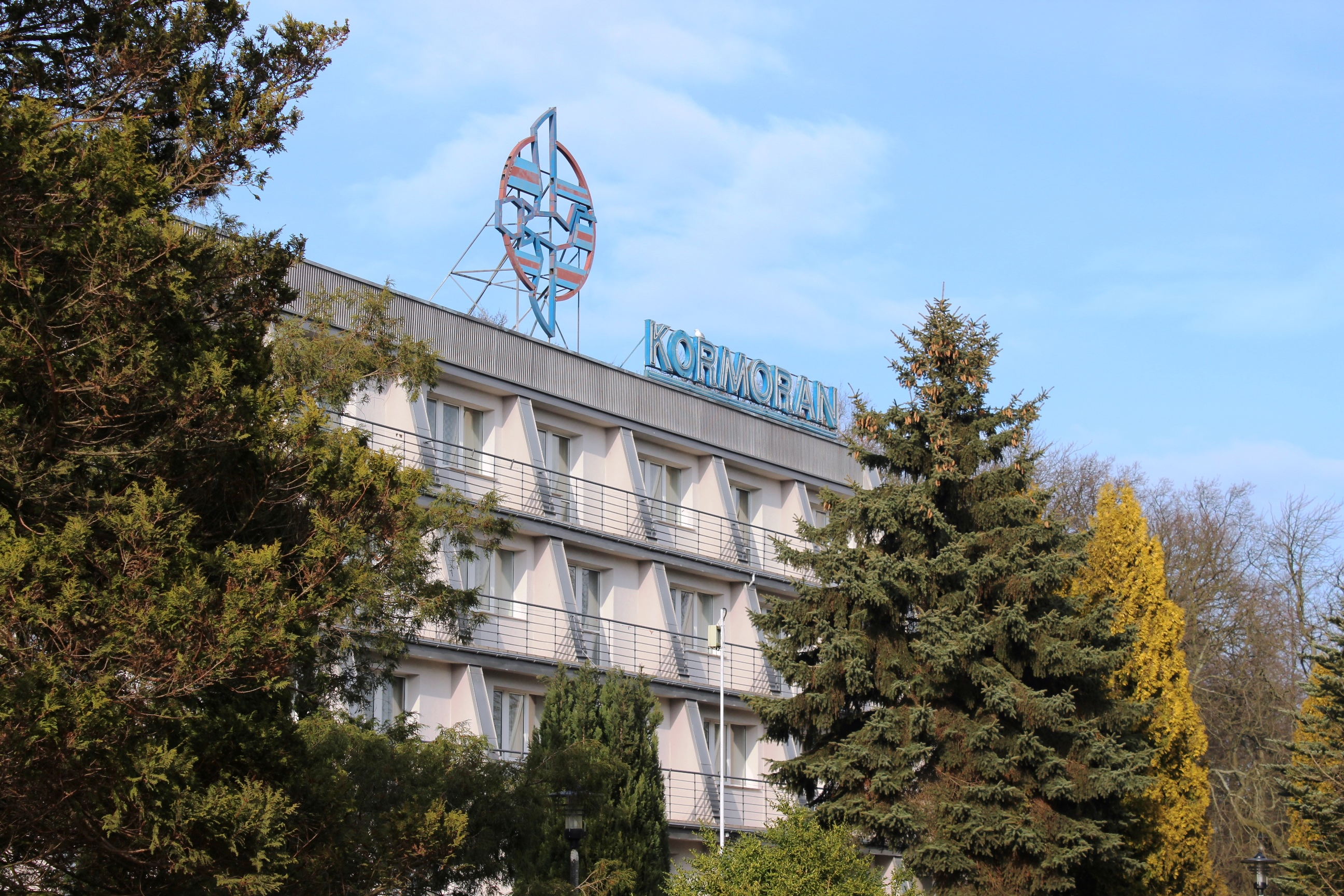
Sanatorium Kormoran

Ośrodek Leczniczo-Wypoczynkowy Kormoran usytuowany jest przy ul. Portowej 8, w sąsiedztwie Parku Teatralnego. Budynek położony jest na działce o powierzchni 1,2 ha, stanowiącej w dużej mierze wewnętrzne założenie parkowe. Główny budynek składa się z 4 kondygnacji, schodkowo zwężających się ku górze. Na każdym piętrze jest 16 pokoi z balkonami, skierowanymi w kierunku południowo-wschodnim, na ul. Solną (droga krajowa nr 11). Bryła budynku jest bliźniaczo podobna do niższego z budynków sanatorium MSW, zlokalizowanego przy tej samej ulicy (nr 22). Szczyt budynku wieńczy neon z nazwą sanatorium oraz stylizowanym kormoranem. Neon z nazwą znajduje się również na daszku, nad głównym wejściem do budynku. Ośrodek dysponuje 146 miejscami w pokojach jedno-, dwu- i trzyosobowych. Budynek posiada windę, jest w pełni przystosowany do obsługi osób niepełnosprawnych. Ośrodek prowadzi turnusy rehabilitacyjne dofinansowane przez Państwowy Fundusz Rehabilitacji Osób Niepełnosprawnych oraz pobyty wypoczynkowe.

## Lech

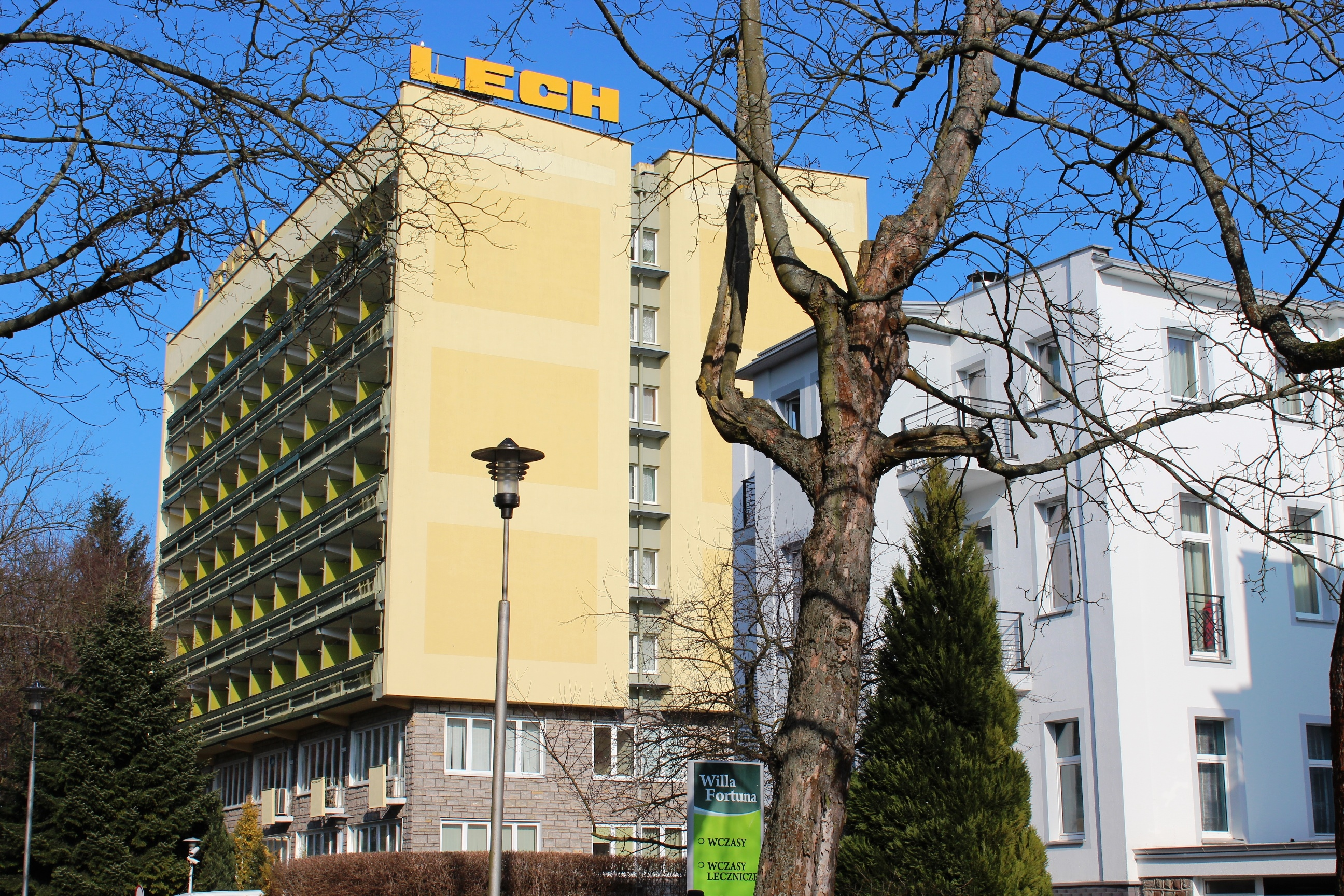
Sanatorium Lech

Sanatorium i Szpital Uzdrowiskowy Lech należy do Spółdzielni Sanatoryjno-Wypoczynkowej, działającej pod tą samą nazwą. Zlokalizowany jest przy ul. Korzeniowskiego 1, w kwartale ulic: Rodziewiczówny, Norwida, Rafińskiego i Korzeniowskiego, przy parku im. Stefana Żeromskiego (zdrojowym). Budynek zaprojektował zespół, w skład którego wchodził m.in. Adam Hahn. Modernistyczny budynek ma dwie kondygnacje w dolnej części, związane z obsługą kuracjuszy oraz sześć pięter na których znajdują się pokoje. Na każdym piętrze znajdują się loggie z oknami pokoi - 10 skierowanych na wschód i 10 skierowanych na zachód. Od strony centrum Kołobrzegu oraz od strony zachodniej na dachu budynku znajduje się duży napis LECH. Elewacja budynku jest w tonacji jasnożółtej. Od strony ul. Norwida przylega do głównego budynku niższa część kompleksu, w której znajduje się m.in. basen kąpielowy, sauna i jacuzzi. Sanatorium prowadzi leczenie uzdrowiskowe, leczenie rehabilitacyjne oraz pobyty wypoczynkowe.

## Mega

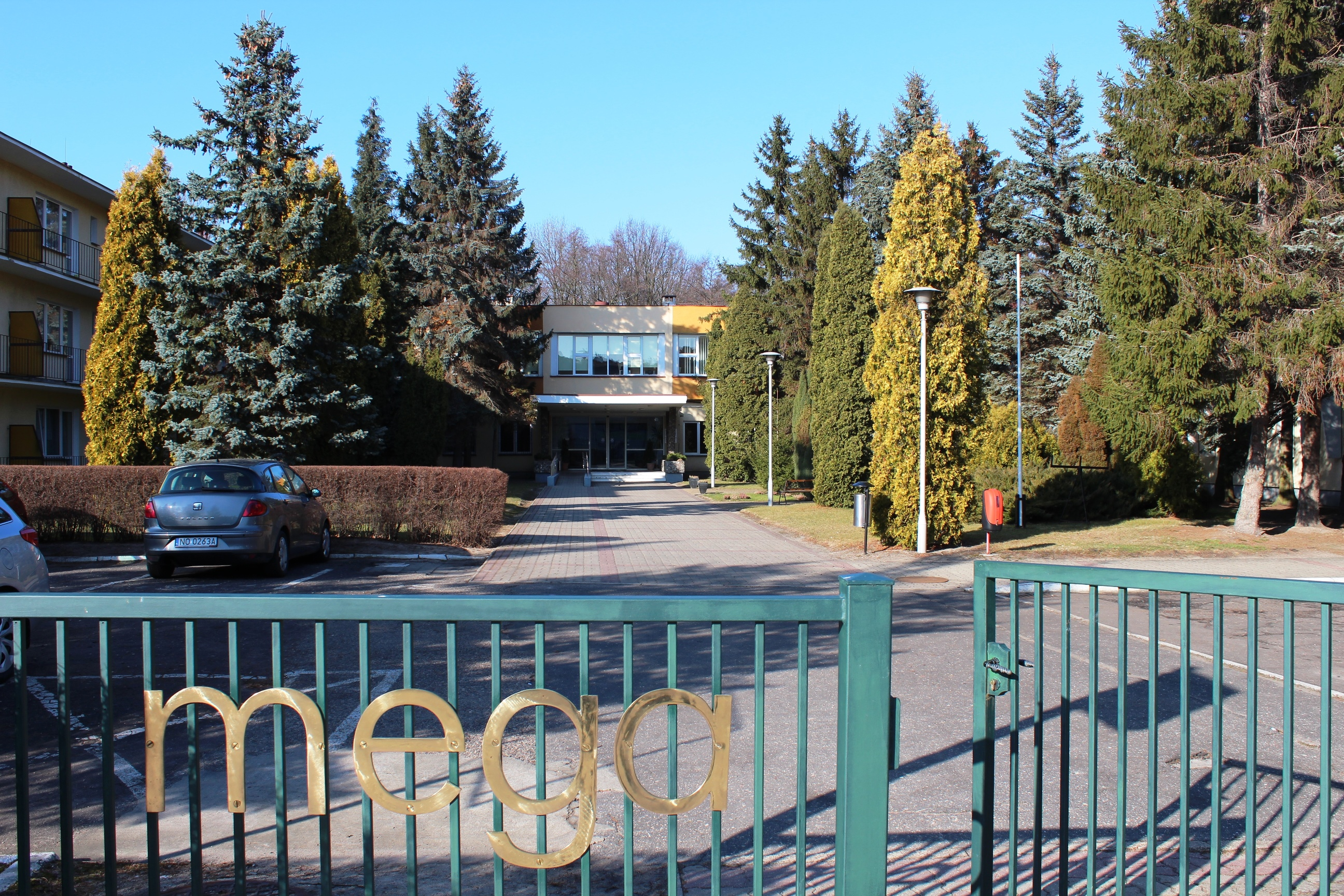
Sanatorium Mega

Sanatorium Mega zlokalizowane jest przy ul. Kościuszki 19 (między ul. Kościuszki a ul. Sikorskiego), w pobliżu parku im. Stefana Żeromskiego (zdrojowego), sąsiaduje z hotelem ProVita. Obiekt składa się z trzech skrzydeł: 2-piętrowego, 1-piętrowego i parterowego. Należy do tego samego właściciela co sanatorium Arka Medical Spa. Obiekt prowadzi działalność leczniczo-wypoczynkową z zakresu chorób układu krążenia, oddechowego, narządu ruchu i ogólnej odnowy biologicznej. W pobliżu sanatorium znajdują się elementy dawnej Twierdzy Kołobrzeg: Kamienny Szaniec oraz amfiteatr stworzony w dawnym Forcie Wilczym (niem. Wolfsberg Schanze). Mieści się na terenie, gdzie przed II wojną światową zlokalizowany był tor wyścigów konnych należący do pomorskiego klubu jeździeckiego.

## Mesko

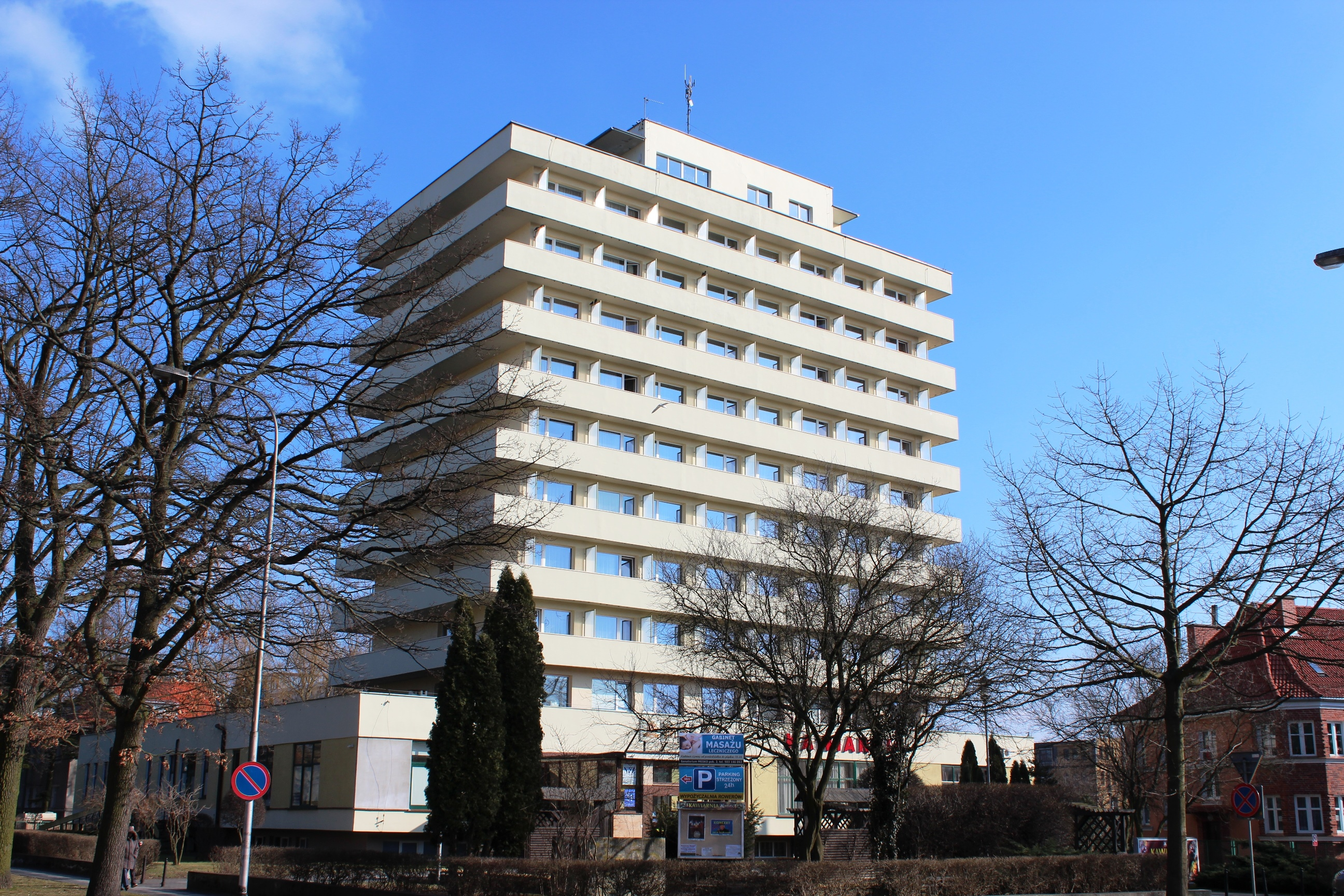
Sanatorium Mesko

Sanatorium Mesko położone jest przy ul. Chopina 15a, w kwartale ulic: Kościuszki, Chopina, Kasprowicza, Krakusa i Wandy. Modernistyczny budynek ma 9 pięter oraz częściową zabudowę na dachu, a także rozbudowaną część parterową. Okna pokoi skierowane są na wschód i zachód, z widokiem na morze. W jego sylwetce charakterystyczne są balkony, obiegające całe kondygnacje. Pod tym względem jest podobny do budynku sanatorium Kielczanka i San. Obiekt dysponuje 180 miejscami w pokojach jedno- i dwuosobowych z pełnym węzłem sanitarnym. W sanatorium prowadzone jest leczenie uzdrowiskowe w następujących kierunkach leczniczych: choroby ortopedyczno-urazowe, układu nerwowego, reumatologiczne, kardiologiczne i nadciśnienie, dolnych i górnych dróg oddechowych, cukrzyca, otyłość, choroby endokrynologiczne, osteoporoza i choroby skóry. Nazwa sanatorium pochodzi od przedsiębiorstwa Mesko, produkującego broń i amunicję z siedzibą w Skarżysku-Kamiennej, w latach PRL produkującego również artykuł gospodarstwa domowego w ramach zjednoczenia „Predom”. Budowa sanatorium została zatwierdzona w 1972.

## Mewa I - pawilon A

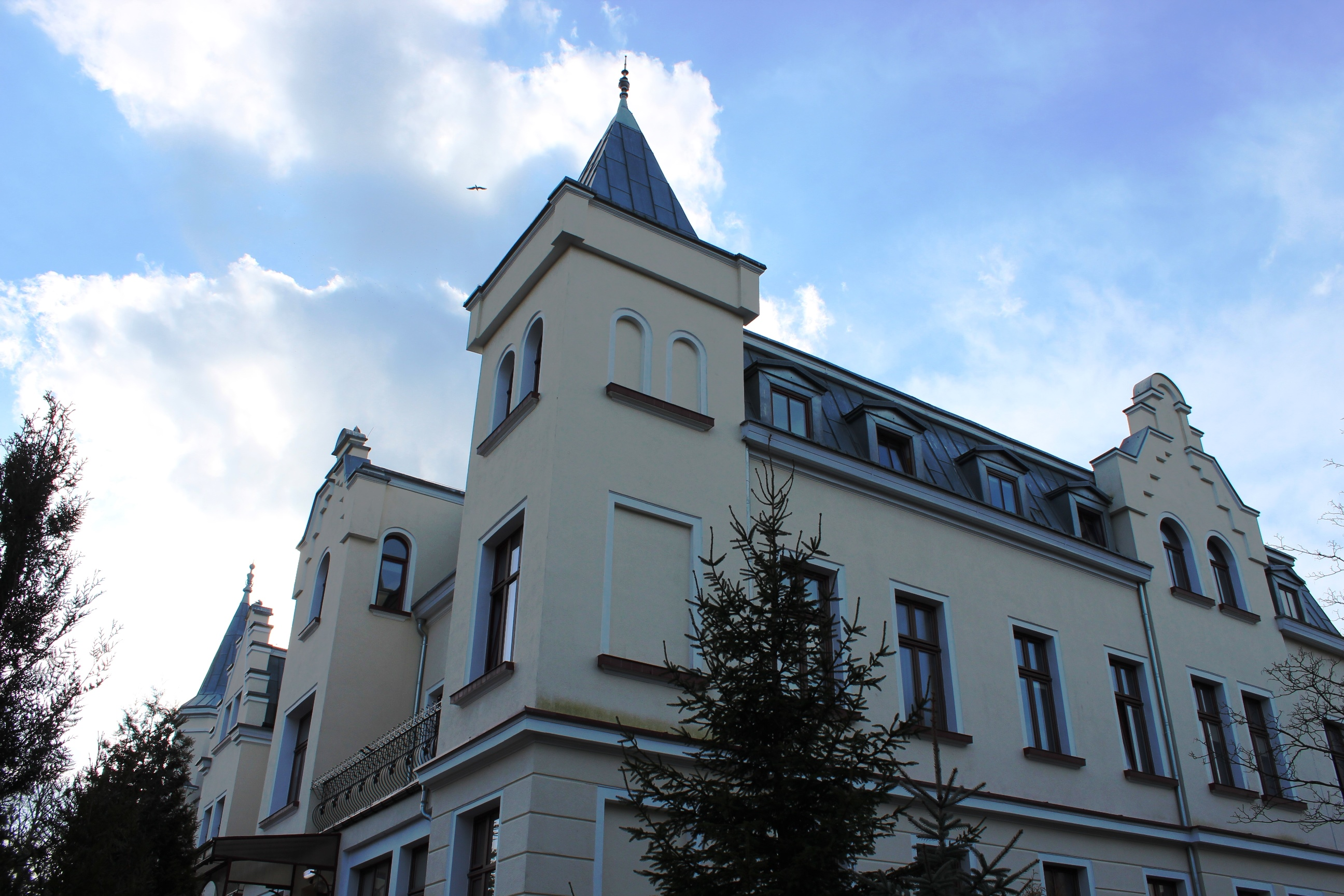
Sanatorium Mewa I - pawilon A

Pawilon A sanatorium Mewa I zlokalizowany jest przy ul. Ściegiennego 5-6, w kwartale ulic: Ściegiennego, Rodziewiczówny, Konopnickiej, Rafińskiego - w bliskiej odległości parku im. Stefana Żeromskiego (zdrojowego). Sąsiaduje z sanatorium Mewa IV i V oraz Jantar. Mieści się w budynku o secesyjnej architekturze - jest jednym z niewielu w Kołobrzegu sanatoriów, w budynku sprzed II wojny światowej. Jego sylwetka zarysowana jest na planie miasta z 1929 (ówczesna Simonstraße). Ma przyziemie, wysoki parter, piętro i poddasze z pokojami dla kuracjuszy. Bryła budynku jest urozmaicona ozdobnymi szczytami oraz dwiema wieżyczkami (od strony północnej i południowej). Na parterze i piętrze znajdują się balkony. Dach kryty jest blachą. Pawilon A jest połączony z pawilonem B jadalnią (dalszym łącznikiem połączony jest również z sanatorium Mewa IV). Do dyspozycji gości są pokoje jedno- i dwuosobowe oraz pokoje typu studio. Część pokoi dostosowana jest dla osób niepełnosprawnych. Sanatorium świadczy usługi m.in. dla osób ubezpieczonych w Narodowym Funduszu Zdrowia. Obiekt należy do Uzdrowiska Kołobrzeg S.A.

## Mewa I - pawilon B

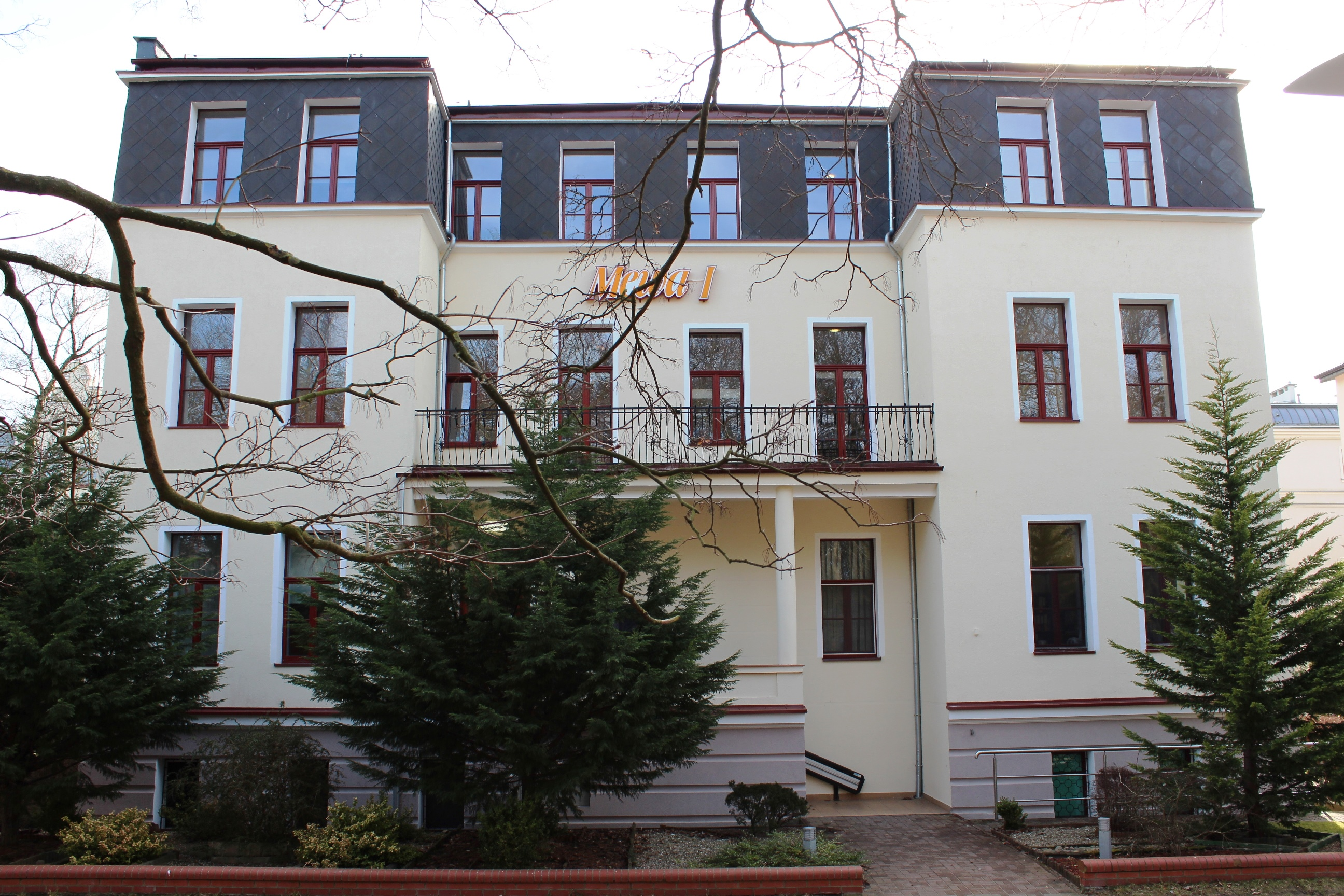
Sanatorium Mewa I - pawilon B

Pawilon B sanatorium Mewa I zlokalizowany jest przy ul. Rodziewiczówny, w kwartale ulic: Ściegiennego, Rodziewiczówny, Konopnickiej, Rafińskiego - naprzeciwko parku im. Stefana Żeromskiego (zdrojowego). Sąsiaduje z pawilonem A sanatorium Mewa I, a także z sanatorium Mewa IV i V oraz Jantar. Mieści się w budynku sprzed II wojny światowej, jego sylwetka zarysowana jest na planie miasta z 1929 (ówczesna Parkstraße) łącznie z segmentem na narożniku dzisiejszej ul. Rodziewiczówny i Ściegiennego, gdzie obecnie znajduje się niewielki skwer. Ma przyziemie, wysoki parter, piętro i poddasze z pokojami dla kuracjuszy. W przeciwieństwie do pawilonu A bryła budynku nie ma ozdobnych szczytów, natomiast ostatnia kondygnacja obłożona jest płytami dachowymi według wzoru karo. Na piętrze, nad schodami wejściowymi do budynku znajduje się balkon, podtrzymywany przez dwie kolumny. Dach płaski. Pawilon B jest połączony z pawilonem A jadalnią (dalszym łącznikiem połączony jest również z sanatorium Mewa IV). Do dyspozycji gości są pokoje jedno- i dwuosobowe oraz pokoje typu studio. Część pokoi dostosowana jest dla osób niepełnosprawnych. Sanatorium świadczy usługi m.in. dla osób ubezpieczonych w Narodowym Funduszu Zdrowia. Obiekt należy do Uzdrowiska Kołobrzeg S.A.

## Mewa II

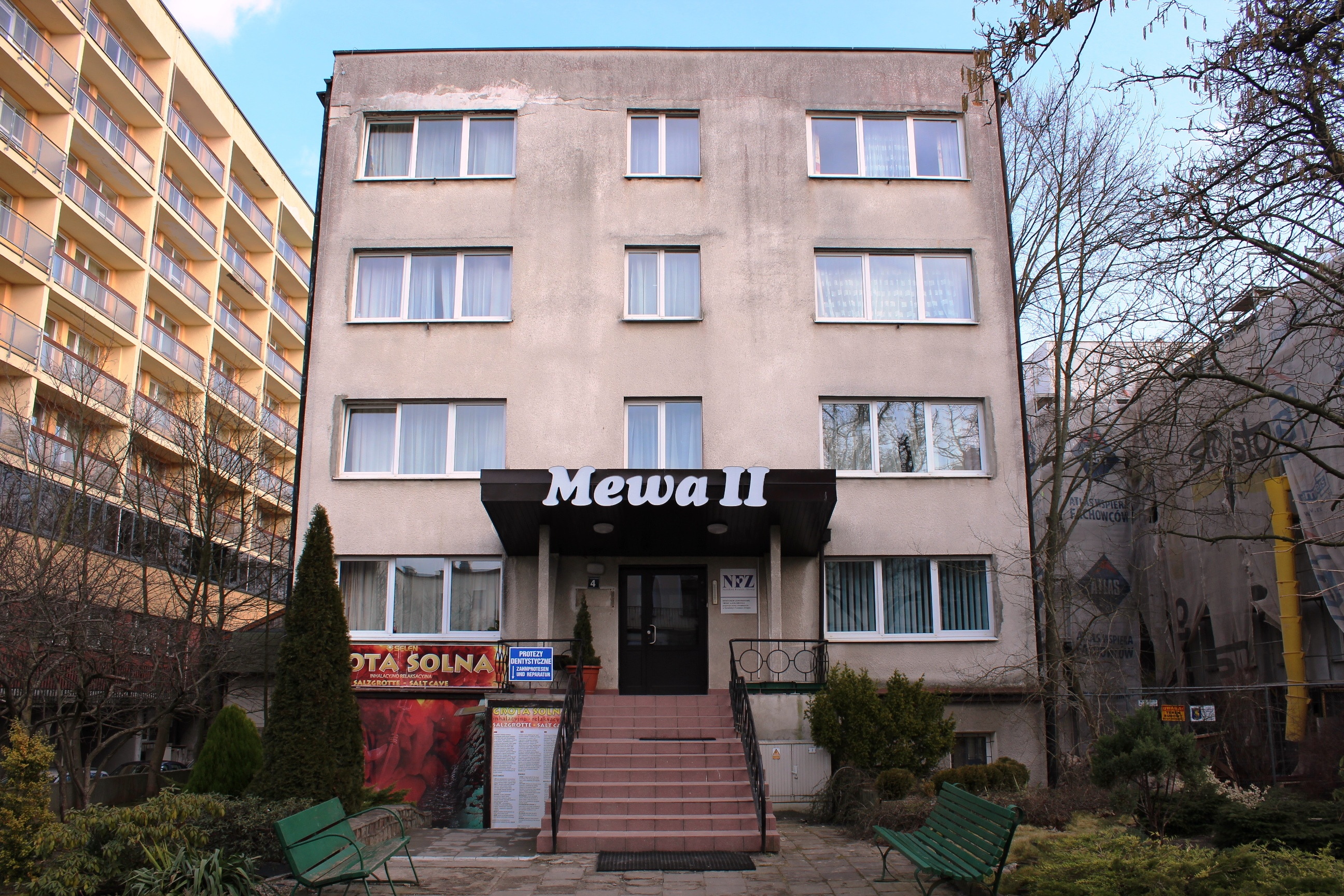
Sanatorium Mewa II

Sanatorium Mewa II zlokalizowane jest przy ul. Ściegiennego 3-4, w kwartale ulic: Ściegiennego, Rafińskiego, Korzeniowskiego, Rodziewiczówny - w bliskiej odległości parku im. Stefana Żeromskiego (zdrojowego). Sąsiaduje z sanatorium Lech i Mewa I (pawilon A) oraz ośrodkiem wypoczynkowym Zorza. Obiekt ma prostą bryłę i płaski dach. Został wybudowany w okresie Polskiej Rzeczypospolitej Ludowej. Ma przyziemie, wysoki parter oraz trzy piętra. W przyziemiu funkcjonuje grota solna (inhalacyjno-relaksacyjna). Jednocześnie w budynku może mieszkać 45 osób, w pokojach jedno-, dwu- i trzyosobowych z pełnym węzłem sanitarnym. W budynku nie ma bazy zabiegowej i gastronomicznej - pacjenci muszą korzystać z infrastruktury sanatorium Mewa I. Sanatorium świadczy usługi m.in. dla osób ubezpieczonych w Narodowym Funduszu Zdrowia. Obiekt należy do Uzdrowiska Kołobrzeg S.A.

## Mewa III

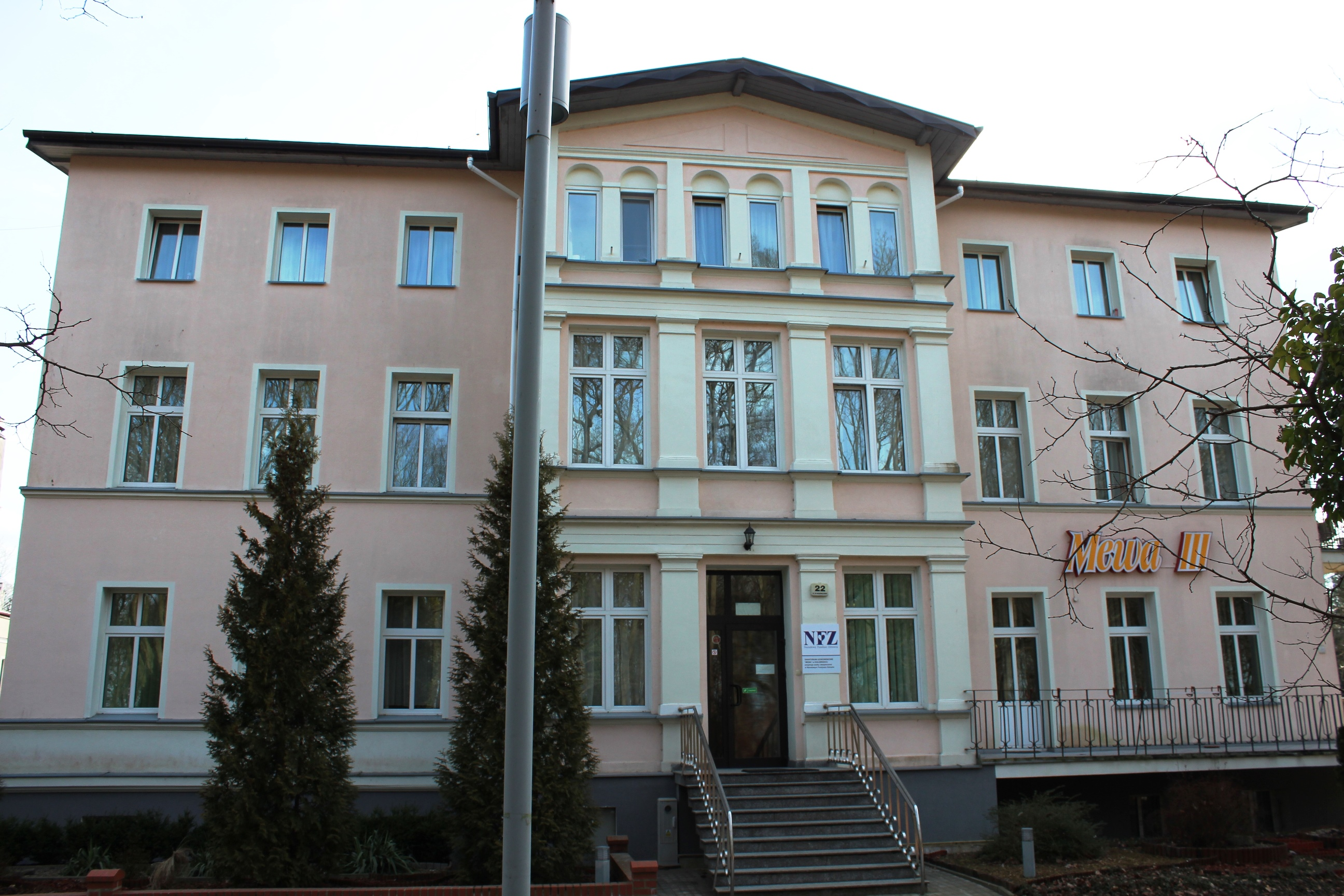
Sanatorium Mewa III

Sanatorium Mewa III zlokalizowany jest przy ul. Rodziewiczówny 23, w kwartale ulic: Ściegiennego, Rodziewiczówny, Konopnickiej, Rafińskiego - naprzeciwko parku im. Stefana Żeromskiego (zdrojowego). Sąsiaduje z sanatorium Mewa I (pawilon B), Mewa V i Rawar. Mieści się w budynku sprzed II wojny światowej, jego sylwetka zarysowana jest na planie miasta z 1929 (ówczesna Parkstraße). Ma przyziemie, wysoki parter, oraz dwa piętra z pokojami dla kuracjuszy. W bryle budynku charakterystyczny jest ryzalit – występ z lica w elewacji w jego części środkowej, prowadzony od fundamentów po dach. W przeciwieństwie do budynków sanatorium Mewa I (pawilon A i B) oraz Mewa IV, nie jest połączony łącznikiem z pozostałymi. Obiekt posiada 61 miejsc noclegowych w pokojach jedno-, dwu- i trzyosobowych z łazienkami. W budynku nie ma bazy zabiegowej i gastronomicznej - pacjenci muszą korzystać z infrastruktury sanatorium Mewa I. Sanatorium świadczy usługi m.in. dla osób ubezpieczonych w Narodowym Funduszu Zdrowia. Obiekt należy do Uzdrowiska Kołobrzeg S.A.

## Mewa IV

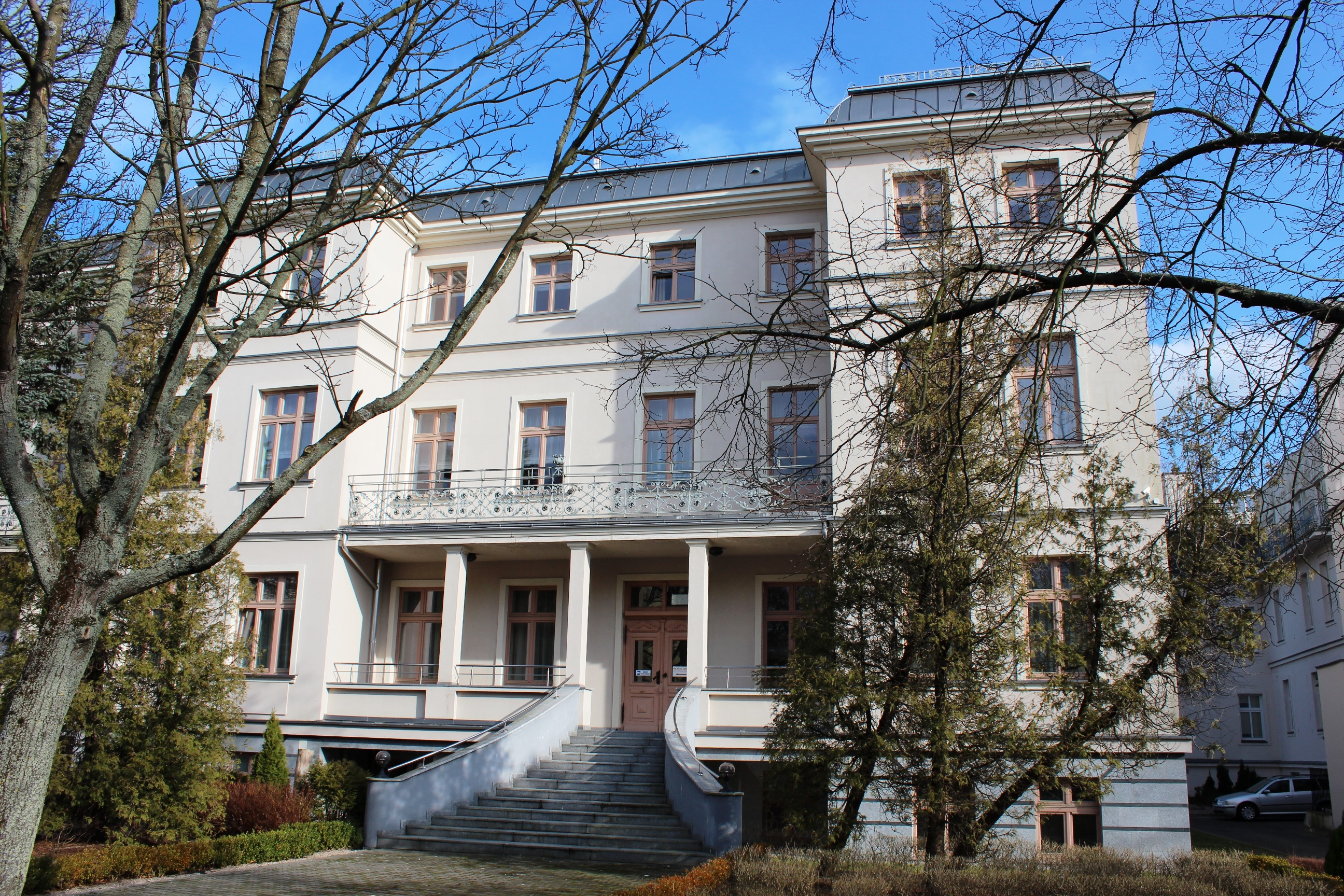
Sanatorium Mewa IV

Sanatorium Mewa IV zlokalizowane jest przy ul. Konopnickiej 3, w kwartale ulic: Ściegiennego, Rodziewiczówny, Konopnickiej, Rafińskiego - w bliskiej odległości parku im. Stefana Żeromskiego (zdrojowego). Sąsiaduje z sanatorium Mewa I, III oraz Jantar. Mieści się w budynku o secesyjnej architekturze - jest jednym z niewielu w Kołobrzegu sanatoriów, w budynku sprzed II wojny światowej. Jego sylwetka zarysowana jest na planie miasta z 1929 (ówczesna Bismarckstraße). Po gruntownym remoncie obiekt został otwarty w maju 2008. Ma przyziemie, wysoki parter, dwa reprezentacyjne wejścia, do których prowadzą ozdobne schody, oraz dwa piętra. Na piętrze znajdują się dwa balkony. Dach kryty jest blachą. Sanatorium połączone jest łącznikiem z pawilonem A i B sanatorium Mewa I. Obiekt dysponuje pokojami jedno- i dwuosobowymi z łazienkami oraz dwoma apartamentami. Jednocześnie w obiekcie może mieszkać 75 osób. Na miejscu znajduje się baza zabiegowa. Sanatorium świadczy usługi m.in. dla osób ubezpieczonych w Narodowym Funduszu Zdrowia. Obiekt należy do Uzdrowiska Kołobrzeg S.A.

## Mewa V

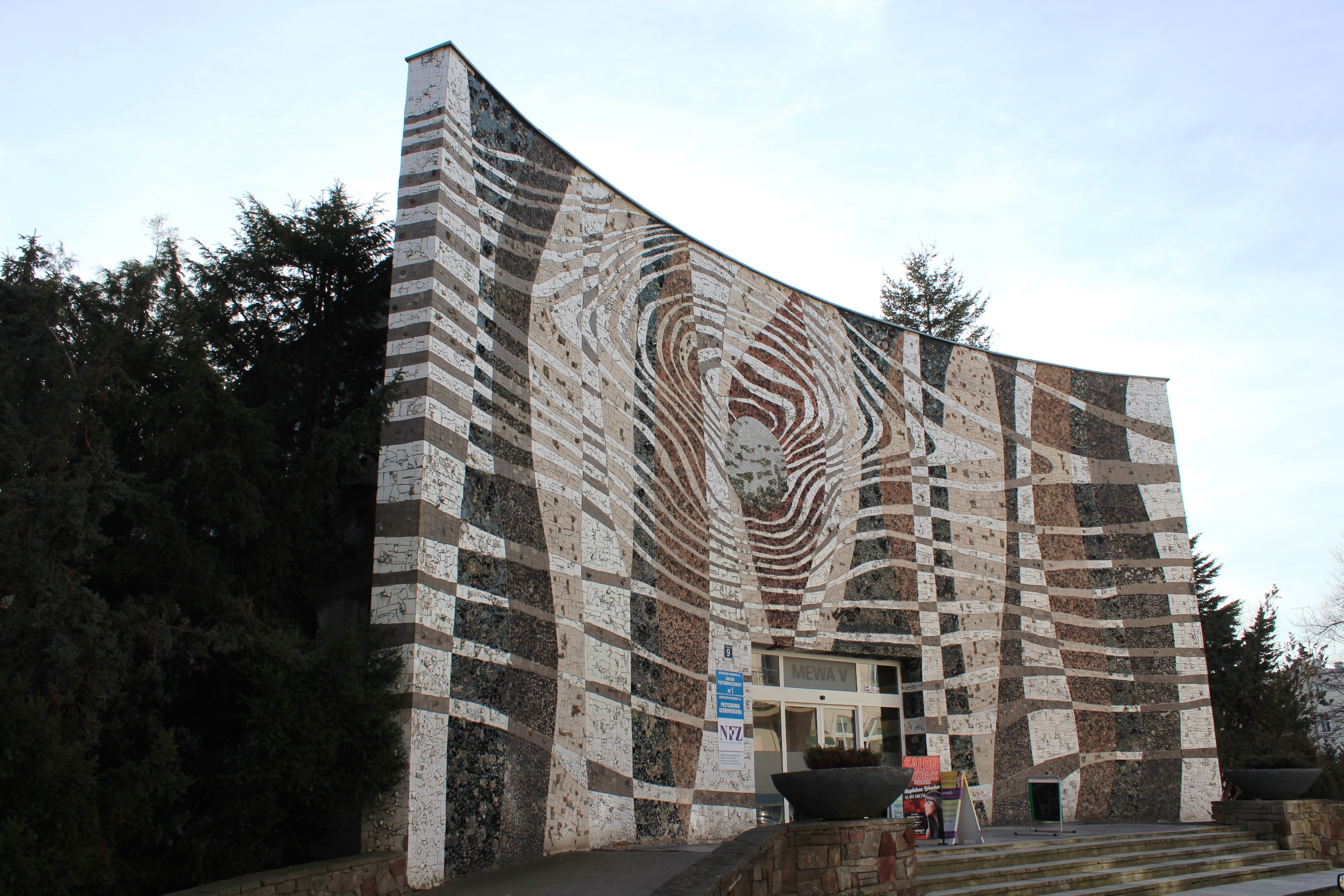
Sanatorium Mewa V

Sanatorium Mewa V zlokalizowane jest przy ul. Rafińskiego 9, w budynku Zakład Przyrodoleczniczy nr 1, w kwartale ulic: Rafińskiego, Ściegiennego, Zdrojowa i Konopnickiej. W pobliżu znajduje się sanatorium Jantar oraz Słoneczko. Budynek został oddany do użytku w 1968. Ma nieregularny kształt, zbliżony do dwóch nakładających się prostokątów: dłuższego na osi wschód-zachód i krótszego na osi północ-południe. Bryła na osi wschód-zachód ma przyziemie oraz wysoki parter, na którym znajdują się pokoje kuracjuszy. Pokoje znajdują się również na piętrze bryły głównej, położonej na osi północ-południe. Do dyspozycji gości są 78 miejsca w pokojach jedno- i dwuosobowych z łazienkami. Obiekt jest przystosowany do przyjęcia osób niepełnosprawnych. Z uwagi na położenie w budynku zakładu lecznictwa uzdrowiskowego (dawniejszego zakładu przyrodoleczniczego) kuracjusze posiadają na miejscu pełną bazę zabiegową, w tym basen pływacki z solanką. W budynku nie ma jednak bazy gastronomicznej - pacjenci muszą dochodzić do jadalni zlokalizowanej w sanatorium Mewa I. Sanatorium świadczy usługi m.in. dla osób ubezpieczonych w Narodowym Funduszu Zdrowia. Obiekt należy do Uzdrowiska Kołobrzeg S.A.

## MSWiA

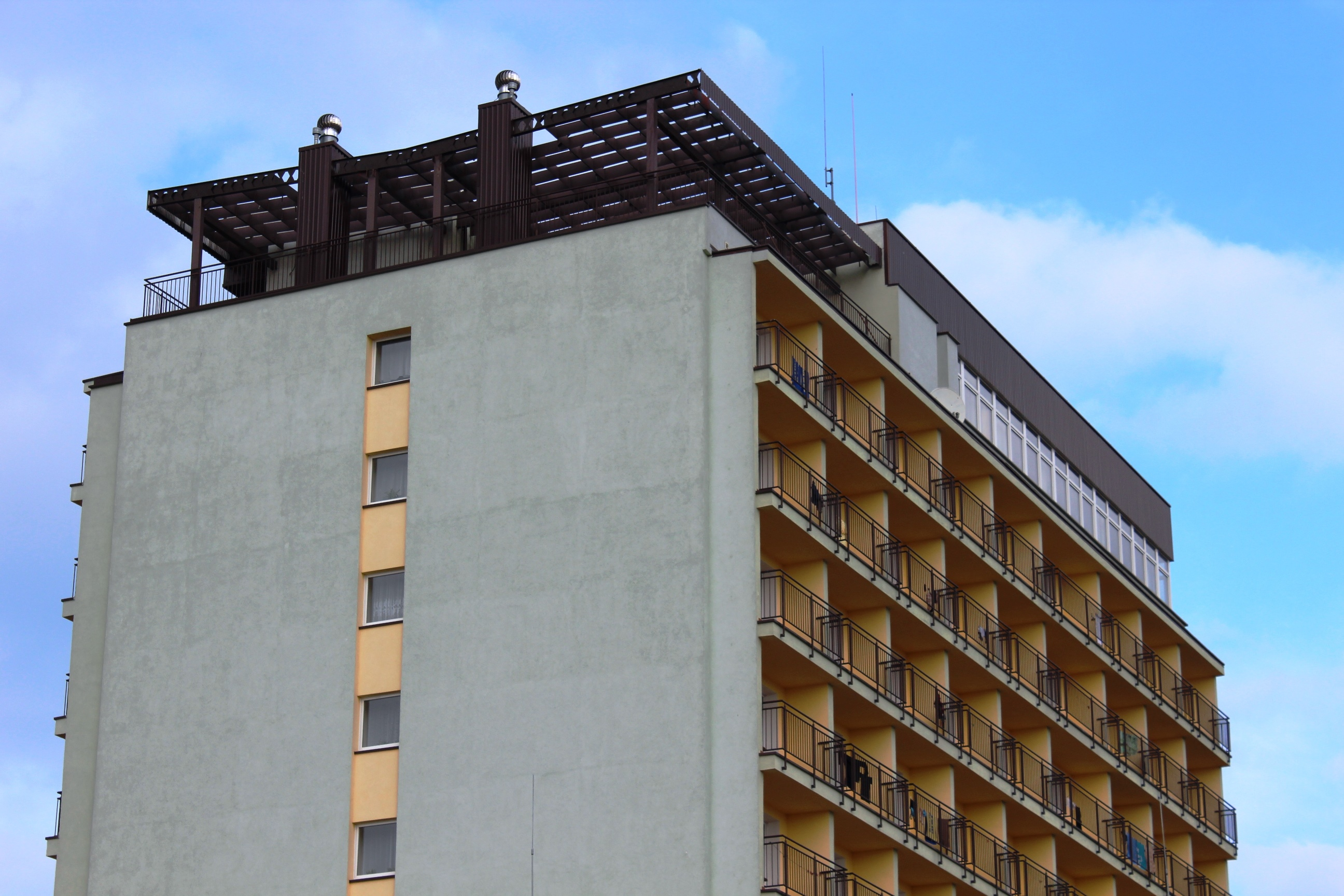
Sanatorium MSWiA

Samodzielny Publiczny Zakład Opieki Zdrowotnej Sanatorium Uzdrowiskowe Ministerstwa Spraw Wewnętrznych i Administracji położone jest przy ul. Portowej 22, w kwartale ulic: Spacerowa, Mickiewicza, Portowa. W sąsiedztwie znajduje się sanatorium Posejdon. Historia sanatorium wiąże się z powstaniem w 1950 województwa koszalińskiego. Tego roku przy Komendzie Wojewódzkiej Milicji Obywatelskiej powołano Wydział Zdrowia, który następnie przekształcono w Wojewódzki Zarząd Zdrowia MSW, późniejszy Zarząd Zdrowia i Spraw Socjalnych KWMO w Koszalinie. Pierwszy budynek 4-piętrowy (oznaczony obecnie jako budynek A) oddano do użytku na wiosnę 1965. Jego bryła schodkowo zwęża się ku górze i jest bliźniaczo podobna do sanatorium Kormoran, zlokalizowanego przy tej samej ulicy (nr 8). Na każdym piętrze jest 16 pokoi z balkonami, skierowanymi w kierunku południowo-wschodnim. W budynku funkcjonował oddział cukrzycowy, kardiologiczny i pulmonologiczny. Zabiegi w zakresie fizykoterapii odbywały się w obiektach Uzdrowiska Kołobrzeg. W 1976 sanatorium otrzymało własny zakład przyrodoleczniczy ze źródłem solankowym „Emilia”. Wysoko zmineralizowana wodą chlorkowo-sodowo-bromkową wykorzystywana jest do kąpieli w wannach i w basenie. W 1979 stworzono w sanatorium samodzielną pracownię balneoklimatologii Akademii Medycznej im. Mikołaja Kopernika w Krakowie. W 1980 oddano do użytku wysoki 10-piętrowy budynek ze 180 łóżkami (oznaczony obecnie jako budynek B). W latach od 1964 (końcowa faza budowy) do 1990 dyrektorem sanatorium był płk prof. med. Bohdan Trzeciak. Kolejno placówką kierowali: mjr lek. med. Zbigniew Lubowicki (1990-1996) i mjr rez. lek. med. Ryszard Leszczyński (od 1996). W 2015 sanatorium obchodziło jubileusz 50-lecia działalności.

## Muszelka

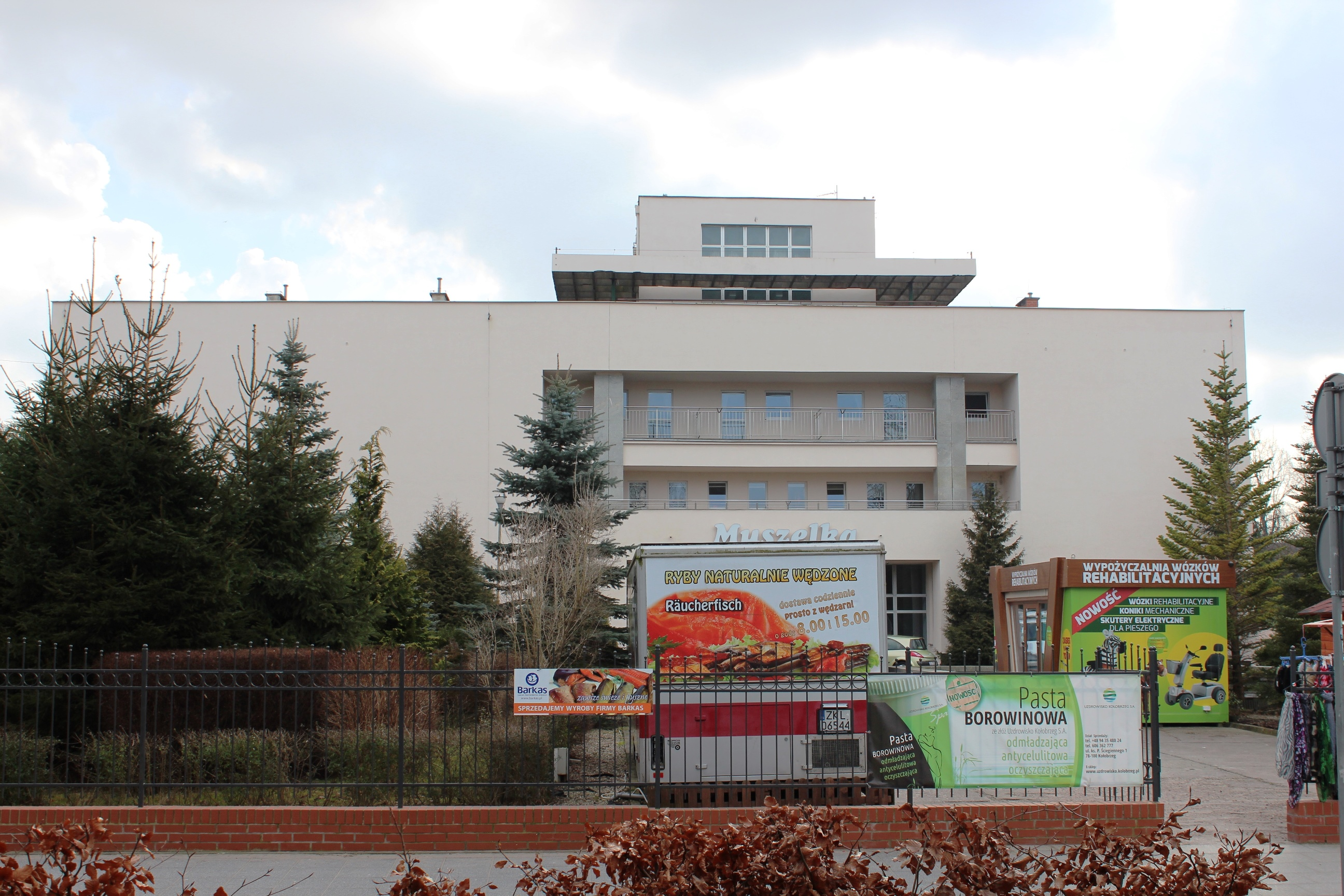
Sanatorium Muszelka

Szpital i Sanatorium Uzdrowiskowe Muszelka zlokalizowane jest przy ul. Słowackiego 6-8 i zajmuje cały kwartał ulic: Rodziewiczówny, Mickiewicza, Zdrojowa, Słowackiego. W bliskiej odległości od obiektu znajdują się dwa parki: im. Stefana Żeromskiego (zdrojowy) i Teatralny oraz sanatorium Bałtyk, Phoenix i Interferie Chalkozyn. Sanatorium składa się z dwóch pawilonów (A i B), które są połączone ze sobą łącznikiem - korytarzem na pierwszym piętrze. Budynki są dwupiętrowe, wyposażone w windy. Obiekt łącznie posiada 233 miejsca noclegowe, w pokojach jedno-, dwu- i trzyosobowych z pełnym węzłem sanitarnym. Większość pokoi posiada balkony. Pawilon A ma 58 pokoi, w tym pokoje przystosowane dla osób niepełnosprawnych oraz jadalnię na parterze budynku. Pawilon B posiada 66 pokoi, wyłącznie jedno- i dwuosobowych. Na parterze budynku znajduje się recepcja oraz punkt obsługi kuracjuszy, natomiast na pierwszym piętrze część hotelowa oraz baza zabiegowa. W obiekcie znajduje się basen solankowy. Sanatorium oferuje zabiegi borowinowe, kąpiele mineralne (m.in. solankowe, solankowo-borowinowe), wodolecznictwo, kąpiele CO2, inhalacje solankowe i lekowe, kinezyterapię, światłolecznictwo, elektrolecznictwo, ciepło- i zimnolecznictwo, a także masaże klasyczne. Na skwerze przed budynkiem od strony ul. Rodziewiczówny znajduje się fontanna z charakterystycznymi kolorowymi kulami ceramicznymi. Sanatorium świadczy usługi m.in. dla osób ubezpieczonych w Narodowym Funduszu Zdrowia. Obiekt należy do Uzdrowiska Kołobrzeg S.A.

## Niwa

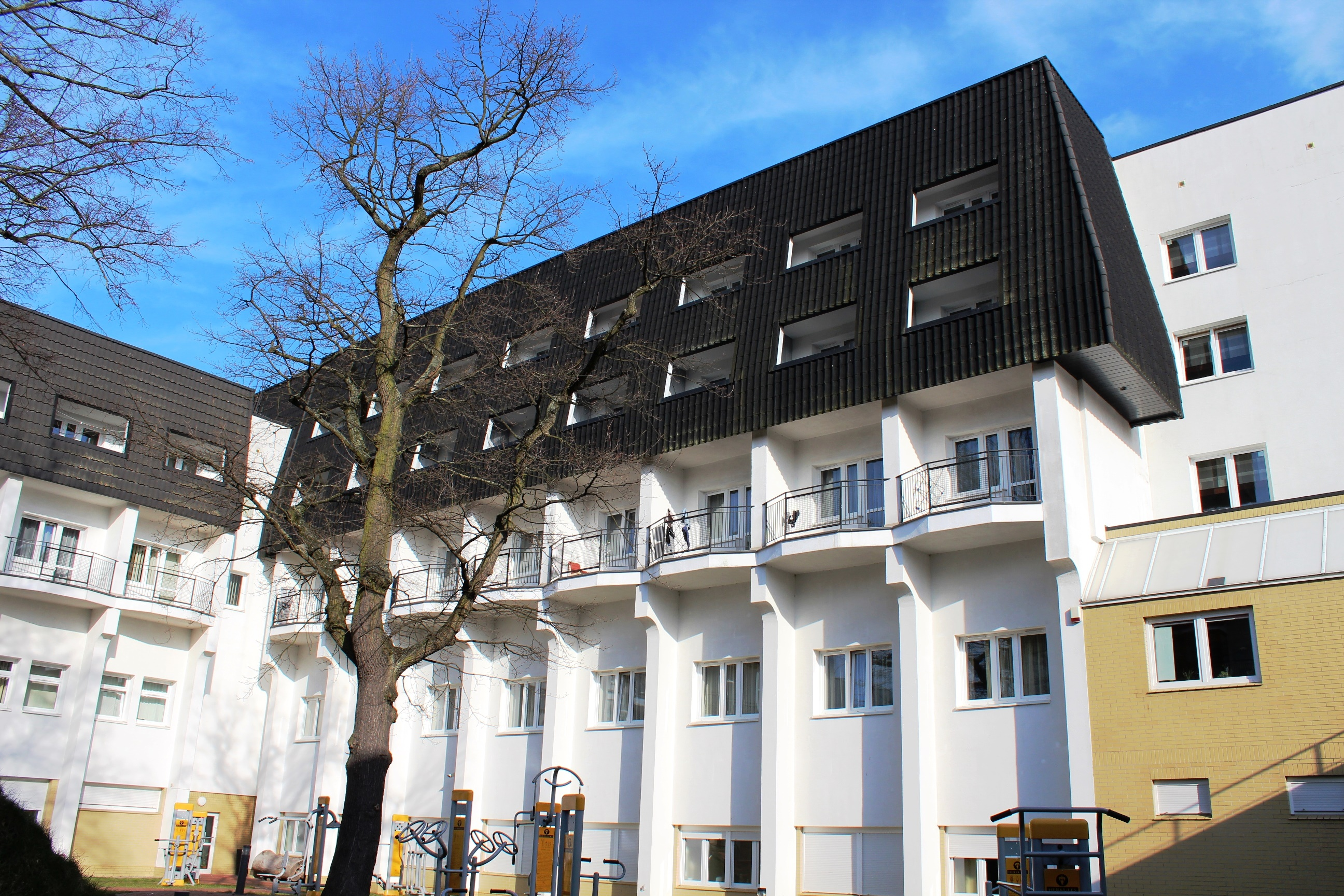
Sanatorium Niwa

Centrum Rehabilitacji Rolników Kasy Rolniczego Ubezpieczenia Społecznego Niwa położone jest przy ul. Norwida 3 i zajmuje cały kwartał ulic: Zdrojowa, Korzeniowskiego, Rapińskiego, Norwida. Obiekt zlokalizowany jest przy kładce nad torami w pobliżu stacji kolejowej Kołobrzeg, zapewniającej łączność centrum miasta z Dzielnicą Uzdrowiskową. Centrum oferuje 318 miejsc noclegowych w pokojach jedno-, dwu- i trzyosobowych z pełnym węzłem sanitarnym. Prowadzi całoroczną działalność leczniczo–rehabilitacyjno–wypoczynkową z zakresu chorób narządu ruchu, układu krążenia i układu oddechowego. Schorzenia współistniejące leczone w centrum to cukrzyca i choroby tarczycy. Sanatorium przystosowane jest do gości z ograniczoną sprawnością ruchową. W budynku znajduje się kawiarnia, patio, bilard, basen długości 17 metrów, jacuzzi, sauna, solarium, salon fryzjerski, gabinet kosmetyczny, siłownia i sale rehabilitacyjne. W ośrodku odbywają się turnusy rehabilitacyjne KRUS, turnusy NFZ 21- i 28-dniowe, turnusy rehabilitacyjne dofinansowane ze środków PFRON, pobyty komercyjne oraz turnusy wypoczynkowo-lecznicze. Przez kilka lat, przed oddaniem do użytku obecnego budynku, Centrum Rehabilitacji Rolników KRUS funkcjonowało w sanatorium Hutnik.

## Perełka

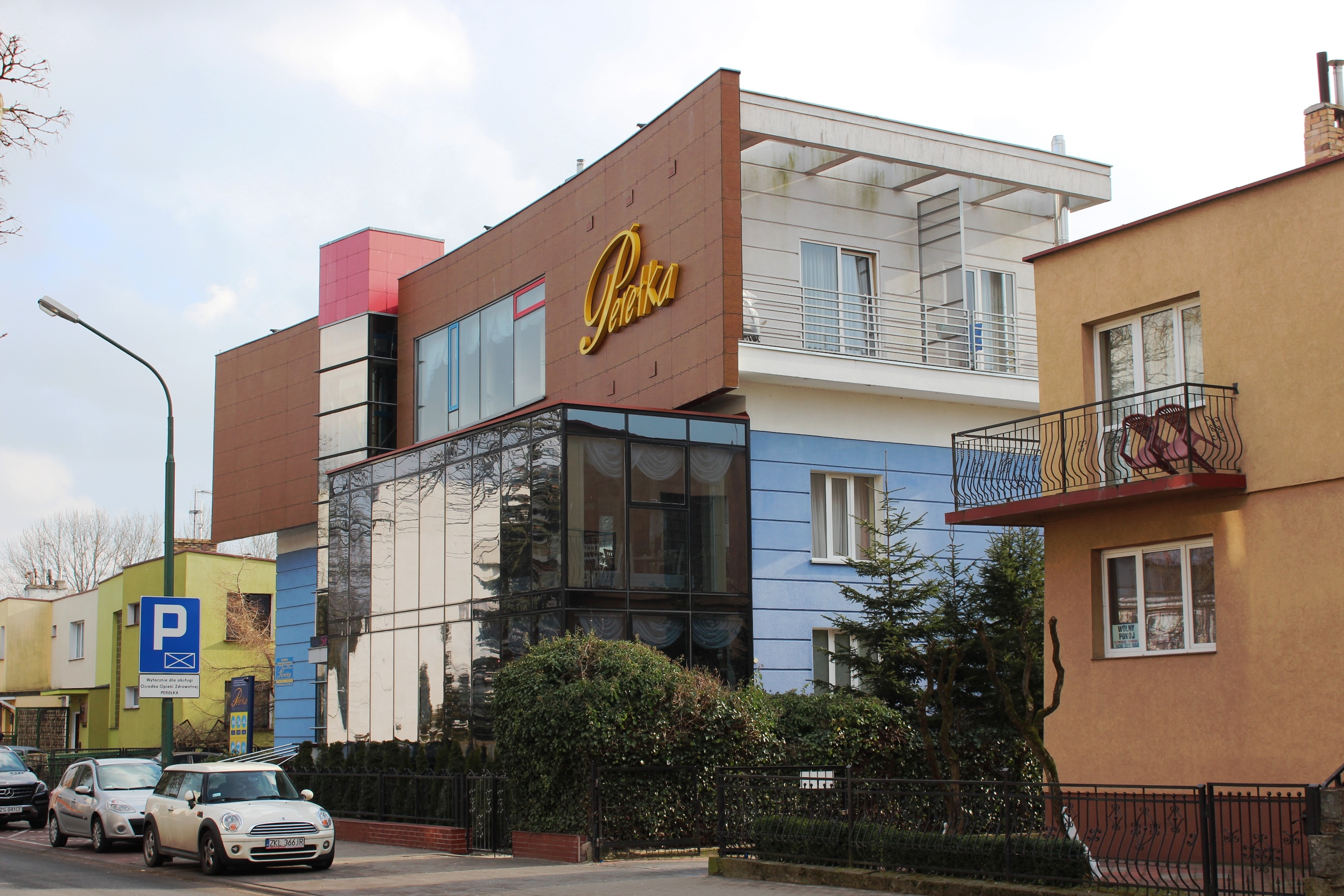
Sanatorium Perełka

Niepubliczny Zakład Opieki Zdrowotnej Ośrodek Rehabilitacyjno-Sanatoryjny Perełka położony jest w przy ul. Portowej 17, nad rzeką Parsętą (bulwar Zacisze). Postmodernistyczny budynek ma 2 piętra, charakterystyczne przeszklenie części elewacji parteru i pierwszego piętra oraz windę panoramiczną od strony ulicy. Na terenie ośrodka znajduje się 58 pokoi jedno-, dwu - i trzyosobowych oraz cztero- i pięcioosobowe studia, w większości z balkonami od strony rzeki. Łącznie w ośrodku może mieszkać jednocześnie 121 osób. Do dyspozycji kuracjuszy jest ponadto restauracja, kawiarenka w ogrodzie zimowym, baza zabiegowa, gabinety rehabilitacyjne i odnowy biologicznej, basen, sauna, grota solna i sala fitness.

## Perła Bałtyku

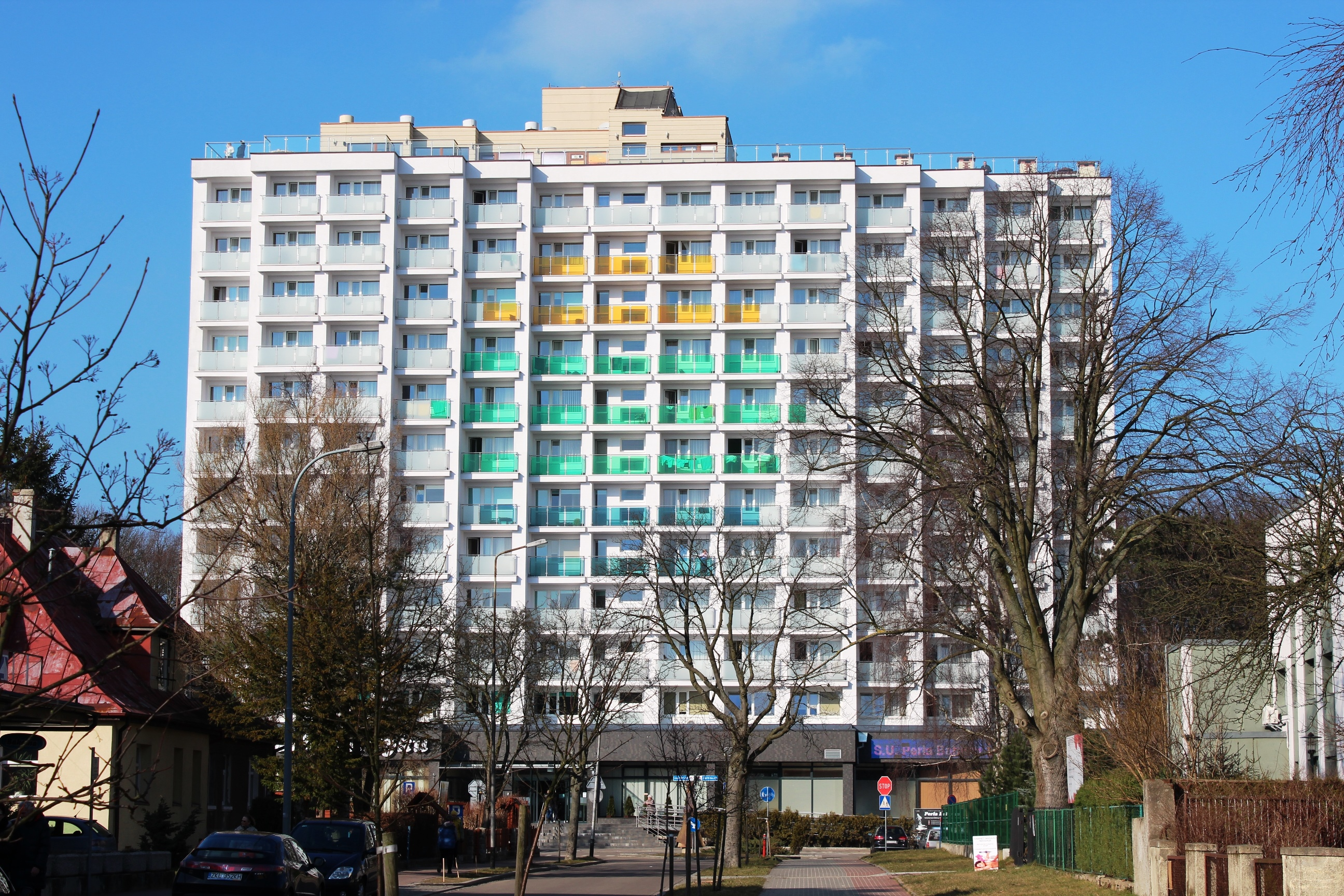
Sanatorium Perła Bałtyku

Szpital i Sanatorium Uzdrowiskowe Perła Bałtyku zlokalizowane jest przy ul. Sikorskiego 3, na terenie parku im. Stefana Żeromskiego (zdrojowego), u wylotu ul. Chopina. Sanatorium zostało otwarte 3 maja 1980 pod nazwą Kombatant, przy ówczesnej ul. Gottwalda. Budynek ma 12 kondygnacji, 200 pokoi z oknami skierowanymi w stronę morza (na północ) i miasta (na południe). W momencie otwarcia był najwyższym obiektem uzdrowiskowy w Kołobrzegu. Obiekt powstał z myślą o kombatantach - byłych żołnierzach, którzy w uzdrowisku mogliby wracać do zdrowia. W otoczeniu obiektu zlokalizowano metalowe rzeźby przedstawiające rycerzy i żołnierzy oraz nawiązujące do bitwy o Kołobrzeg w 1945. Niedaleko sanatorium 13 lipca 1980 odsłonięto Pomnik Sanitariuszki. Po 30 latach funkcjonowania przeprowadzono w obiekcie kapitalny remont wartości 4,5 mln zł, który zakończył się 22 lutego 2012. W tym dniu nadano sanatorium też nowa nazwę - Perła Bałtyku - nawiązując do wody mineralnej Perła Bałtyku, produkowanej przez wiele lat w Kołobrzegu. Sanatorium dysponuje 523 miejscami w pokojach jedno-, dwu- i trzyosobowych z pełnym węzłem sanitarnym. Na miejscu znajduje się baza zabiegowa. Na 12 piętrze znajduje się ogólnodostępna kawiarnia „Widokówka”, najwyżej położona w mieście, wraz z tarasem widokowym. Na zachód od budynku znajdują się korty tenisowe. Sanatorium świadczy usługi m.in. dla osób ubezpieczonych w Narodowym Funduszu Zdrowia. Obiekt należy do Uzdrowiska Kołobrzeg S.A.

## Phoenix

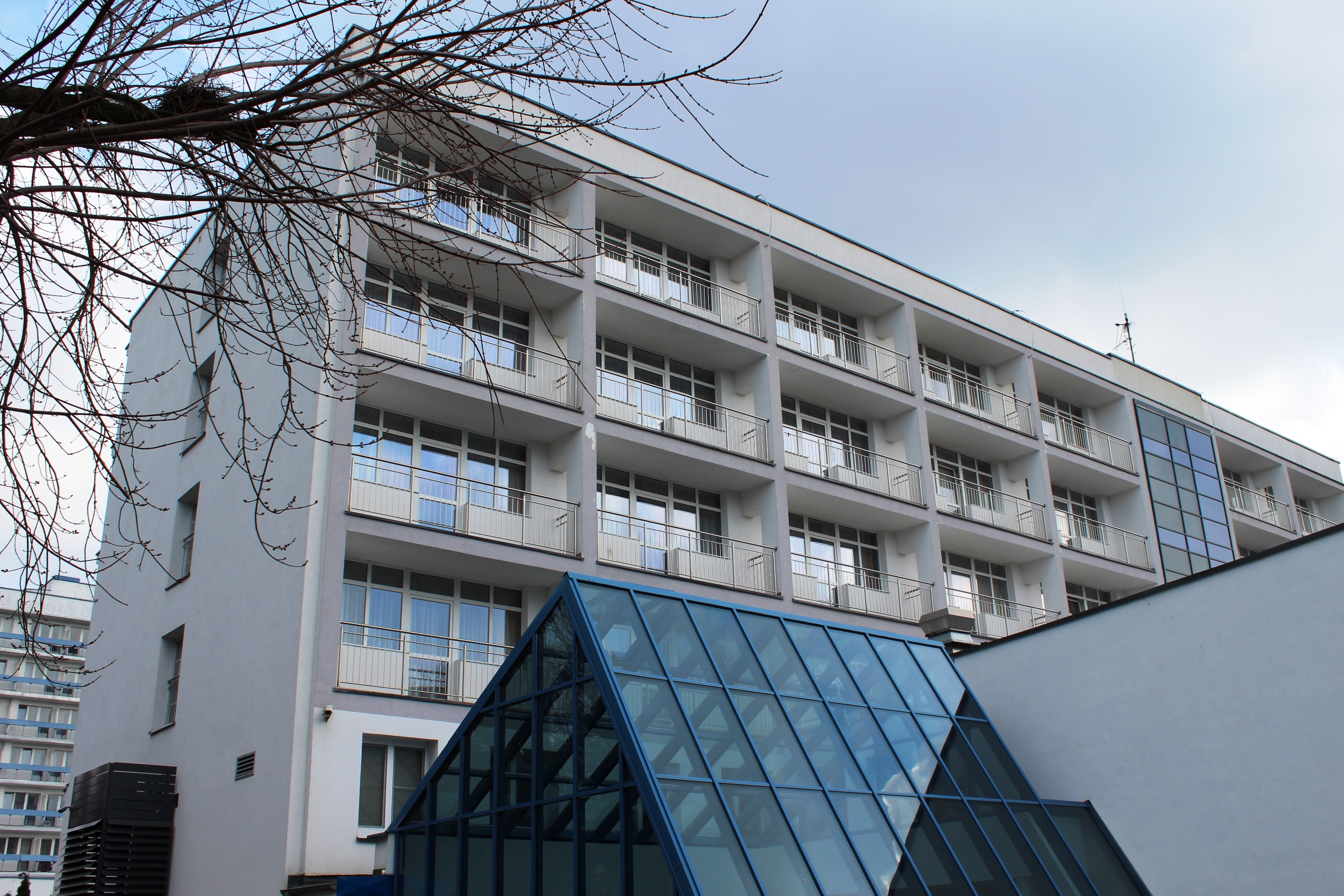
Sanatorium Phoenix

Ośrodek Phoenix położony jest przy ul. Słowackiego 1, w kwartale ulic: Zdrojowa, Słowackiego, Rodziewiczówny, Reymonta. Sąsiaduje z sanatorium Muszelka, Kielczanka i Interferie Chalkozyn, w bezpośrednim sąsiedztwie parku im. Stefana Żeromskiego (zdrojowego). Budynek zbudowany jest prostopadle do deptaka - okna skierowane są na wschód i zachód. Obiekt posiada pokoje jedno- i dwuosobowe oraz apartamenty z balkonami. Dysponuje również bazą zabiegową oraz basenem zasilanym ekologicznym systemem grzewczym, który powstał dzięki funduszom Unii Europejskiej z Europejskiego Funduszu Rozwoju Regionalnego w ramach Regionalnego Programu Operacyjnego Województwa Zachodniopomorskiego na lata 2007-2013. Właścicielem sanatorium jest spółka z o.o. Obiekty Sanatoryjno-Wczasowe „Północ”.

## Posejdon

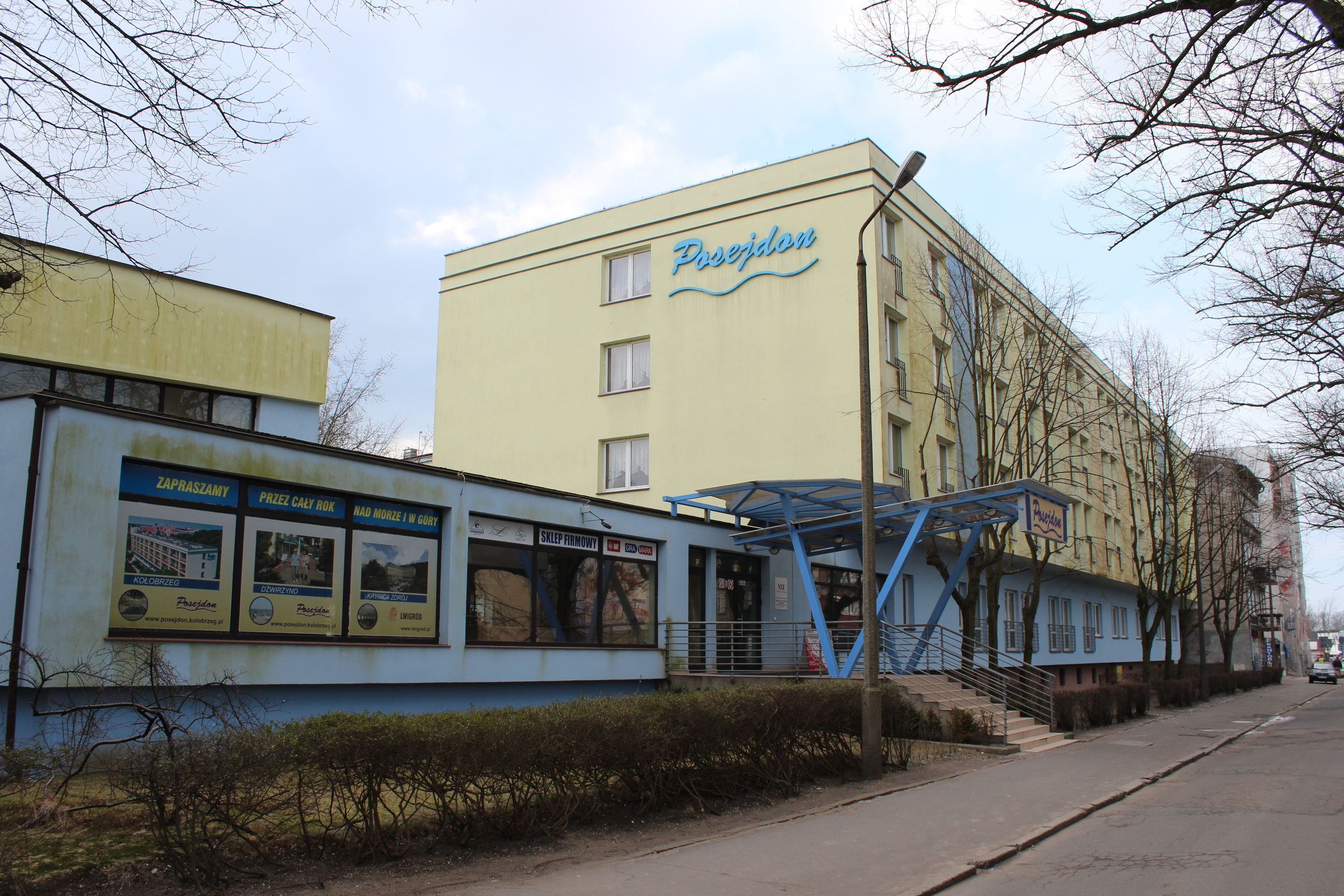
Sanatorium Posejdon

Ośrodek Sanatoryjno-Wypoczynkowy Posejdon znajduje się przy ul. Spacerowej 38, w kwartale ulic: Spacerowa, Mickiewicza, Portowa. W sąsiedztwie znajduje się sanatorium MSW oraz Dom Pracy Twórczej i Wypoczynku Politechniki Poznańskiej. Ośrodek składa się z dwóch trzypiętrowych budynków hotelowych mogących przyjąć jednorazowo 250 gości w pokojach jedno-, dwu- i trzyosobowych. Organizuje pobyty sanatoryjne, turnusy rehabilitacyjne oraz wczasy wypoczynkowe. Ośrodek świadczy usługi m.in. dla osób ubezpieczonych w Narodowym Funduszu Zdrowia.

## Poznanianka

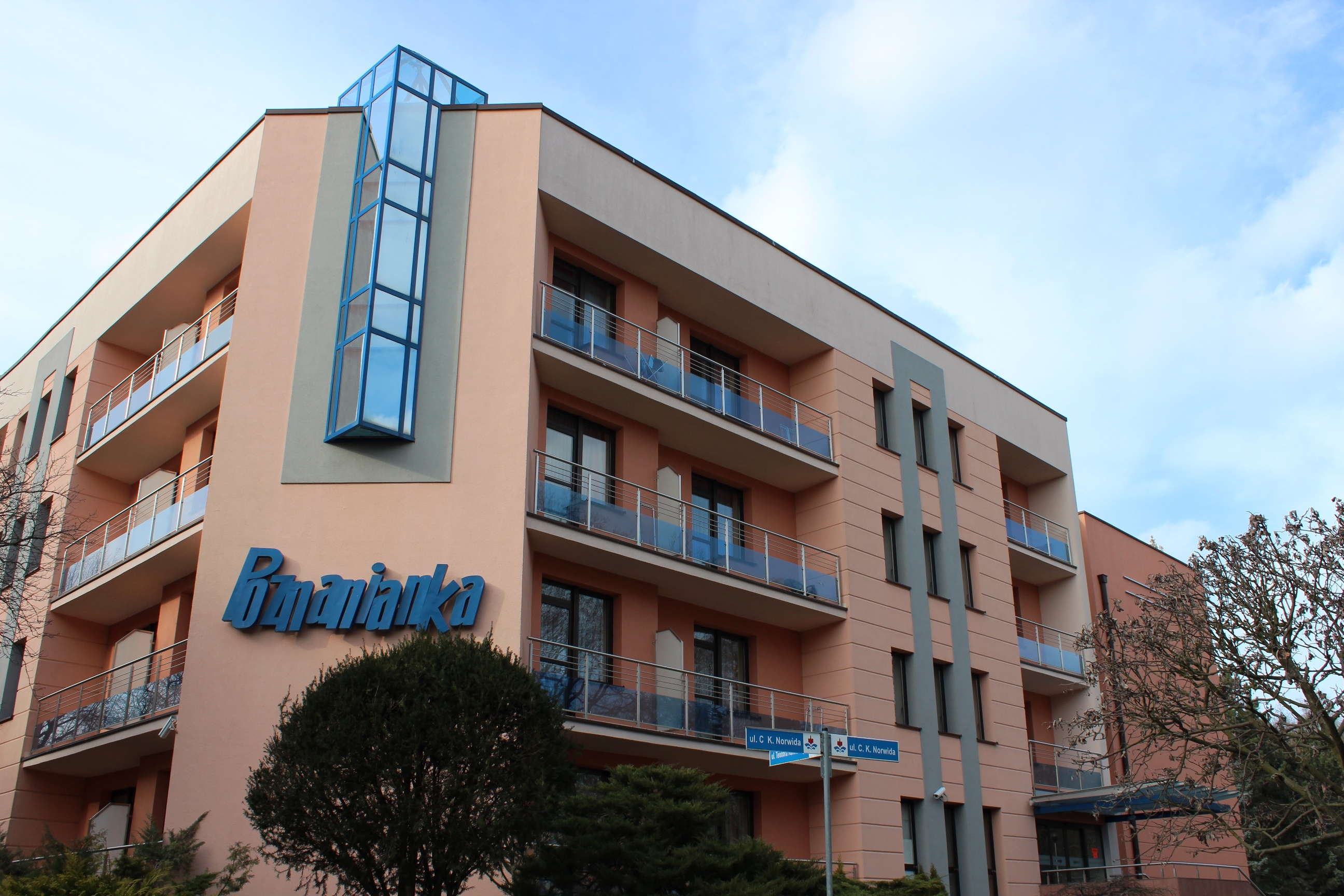
Sanatorium Poznanianka

Ośrodek Sanatoryjno-Wypoczynkowy Poznanianka znajduje się przy ul. Norwida 1, w kwartale ulic: Rodziewiczówny, Norwida, Rafińskiego, Korzeniowskiego. W sąsiedztwie znajduje się sanatorium Lech, Willa Fortuna i Niwa. W nazwie ośrodek nawiązuje do mieszkanki Poznania. Budynek na planie litery L ma 4 kondygnacje. Dysponuje 90 miejscami noclegowymi w pokojach jedno-, dwu- i trzyosobowych, segmentach (2 + 1) oraz apartamentach. W każdym z nich znajduje się pełny węzeł sanitarny. Obiekt oferuje następujące zabiegi: okłady borowinowe, hydromasaż, masaże, kąpiel CO2, krioterapia, magnetoterapia, elektroterapia i inhalacje.

## Rawar

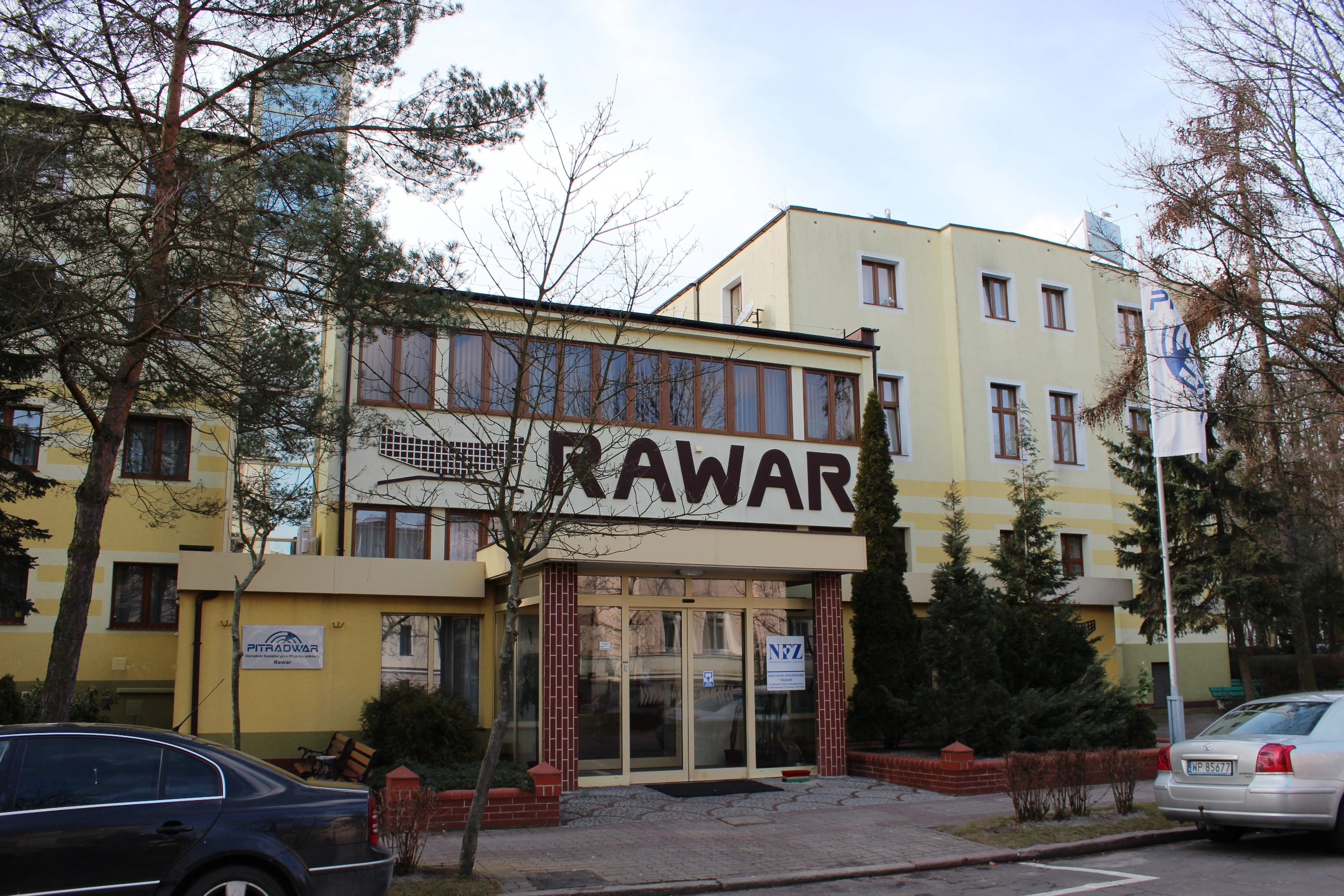
Sanatorium Rawar

Ośrodek Sanatoryjno-Wypoczynkowy Rawar zlokalizowany jest przy ul. Konopnickiej 5, w kwartale ulic: Rodziewiczówny, Konopnickiej, Zdrojowej, Borzymowskiego - naprzeciwko parku im. Stefana Żeromskiego (zdrojowego). Sąsiaduje z sanatorium Mewa III i IV. Składa się z dwóch budynków - 3-kondygnacyjnego od strony ul. Rodziewiczówny i 4-kondygnacyjnego od strony ul. Konopnickiej, gdzie znajduje się główne wejście do obiektu. Sanatorium należy do spółki akcyjnej PIT-Radwar, która powstała 30 grudnia 2011 poprzez połączenie trzech firm działających od kilkudziesięciu lat w sektorze obronnym: Przemysłowego Instytutu Telekomunikacji S.A., Centrum Naukowo-Produkcyjnego Elektroniki Profesjonalnej Radwar S.A. i Przedsiębiorstwa Produkcyjnego Podzespołów Elektronicznych Dolam S.A. Sanatorium świadczy usługi m.in. dla osób ubezpieczonych w Narodowym Funduszu Zdrowia.

## San

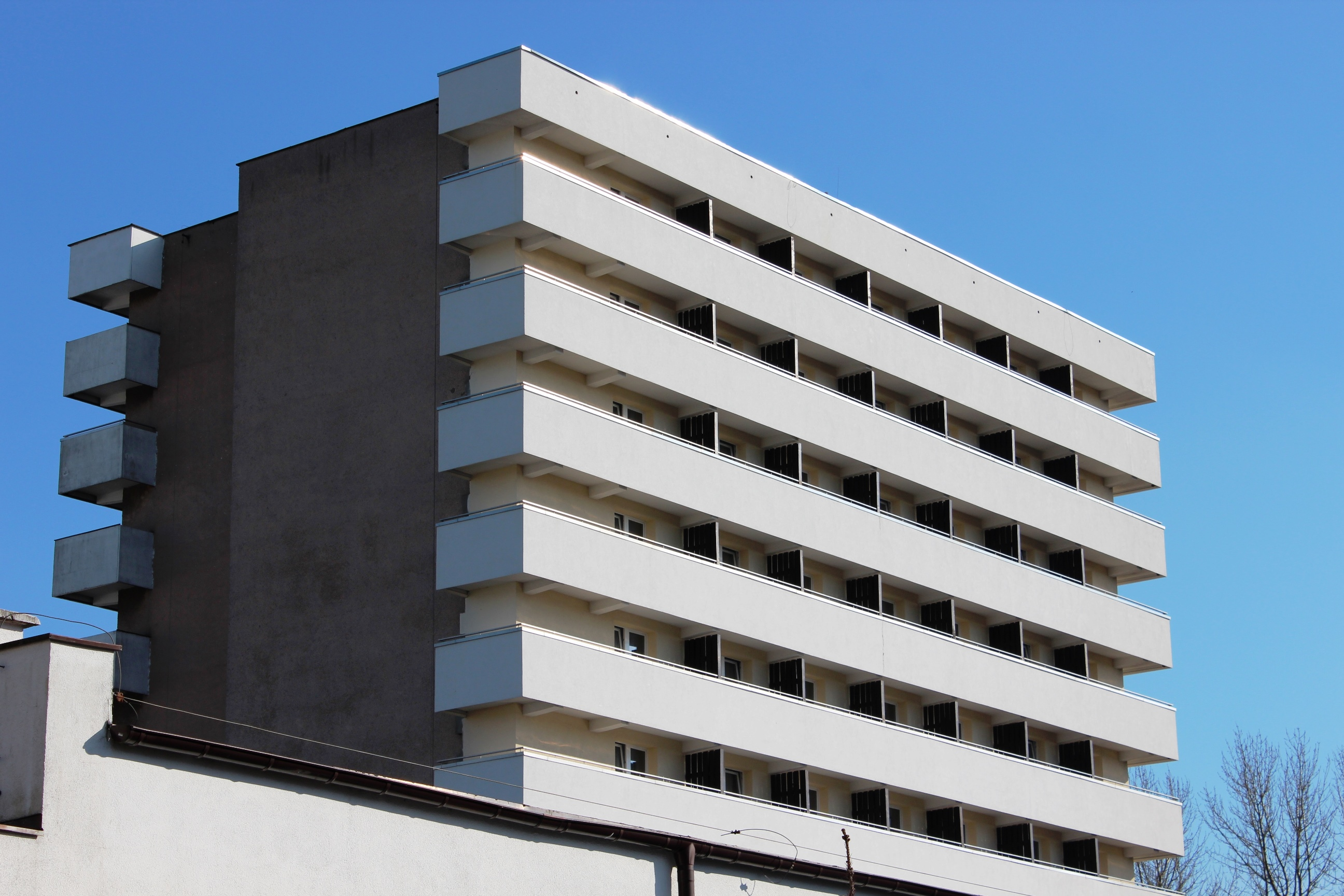
Sanatorium San

Sanatorium San położone jest przy ul. Kasprowicza 17, w kwartale ulic: Kościuszki, Kołłątaja, Kasprowicza, Krakusa i Wandy. Składa się z modernistycznego budynku od strony ul. Kasprowicza, który ma 8 pięter oraz częściową zabudowę na dachu, a także rozbudowaną część parterową, oraz 2-piętrowego budynku od strony ul. Kościuszki. Okna pokoi w wysokim budynku skierowane są na wschód i zachód. W jego sylwetce charakterystyczne są balkony, obiegające prawie całe kondygnacje. Pod tym względem jest podobny do budynku sanatorium Kielczanka i Mesko. Niższy budynek ma okna skierowane na południe. Sanatorium dysponuje 139 pokojami w których może przyjąć 313 gości. W większości są to pokoje 2-osobowe, do dyspozycji gości jest ponadto 5 pokoi jednoosobowych, 9 pokoi typu studio, które składają się z 2 pokoi 2-osobowych z jedną łazienką oraz 3 apartamenty 2-pokojowe. Sanatorium specjalizuje się w leczeniu schorzeń układu krążenia, układu oddechowego, narządu ruchu (ortopedyczno-urazowe, reumatologiczne, zwyrodnieniowe) oraz cukrzycy i otyłości.

## Słoneczko

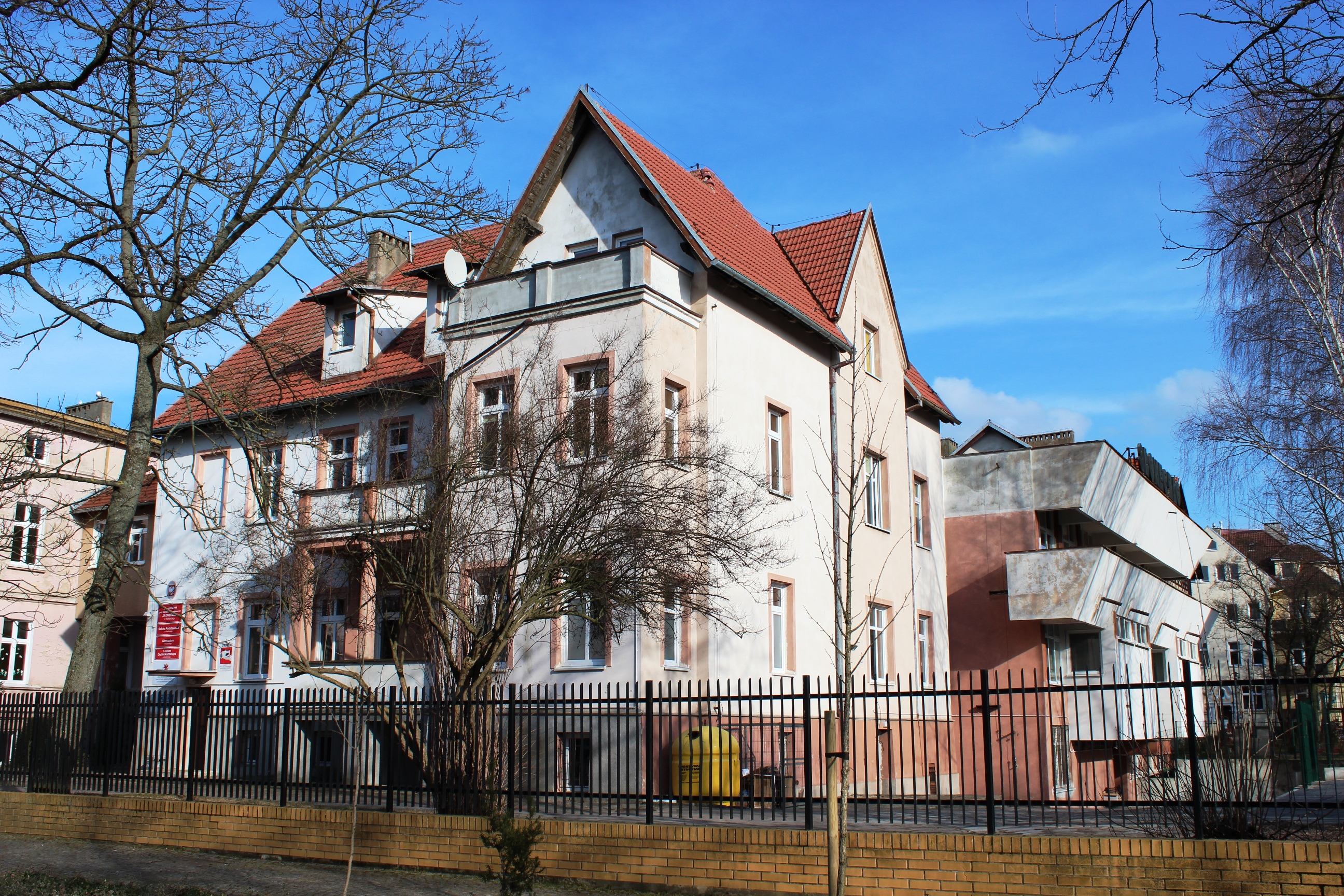
Sanatorium Słoneczko

Dziecięcy Szpital Uzdrowiskowy Słoneczko im. prof. Teodora Rafińskiego zlokalizowany jest przy ul. Rafińskiego 7 i obejmuje cały kwartał ulic: Zdrojowa, Ściegiennego, Rafińskiego, Korzeniowskiego oraz dwa budynki w północnej pierzei ul. Rafińskiego (obecnie nieużytkowane). Mieści się łącznie w sześciu budynkach sprzed II wojny światowej, połączonych od 1987 naziemnymi łącznikami na wysokości pierwszego piętra oraz wybudowanym w latach PRL budynkiem głównym. Historyczne budynki występują jako samodzielne obiekty na planie miasta z 1929 (kwartał ówczesnych ulic: Banhstraße, Simonstraße, Roonstraße i Hakenstraße oraz północna pierzeja Roonstraße). Sanatorium dziecięce rozpoczęło działalność w 1952. Oddano wtedy do użytku pierwszy pawilon na 110 łóżek, wyposażony w wanny do kąpieli solankowych i gabinety fizykoterapii. Szpital prowadzi leczenie dzieci w wieku od 3 do 18 lat ze schorzeniami dróg oddechowych, w tym z astmą oskrzelową, chorobami układu wydzielania wewnętrznego, zaburzeniami odżywiania i przemiany materii (głównie cukrzycą, chorobami tarczycy, otyłością), a także z alergicznymi schorzeniami skóry. Obiekt posiada obecnie 145 miejsc - dzieci mieszkają w salach wieloosobowych. Zabiegi wykonywane są na terenie ośrodka. Od 1954 przy szpitalu istnieje szkoła, gdzie dzieci w wieku szkolnym mogą realizować obowiązek szkolny. Zespół Szkół Specjalnych tworzą obecnie: szkoła podstawowa z oddziałem przedszkolnym i gimnazjalnym, liceum ogólnokształcące oraz zespół zajęć pozalekcyjnych. Od strony ul. Zdrojowej znajduje się kompleks boisk i urządzeń sportowych. Szpital świadczy usługi m.in. dla osób ubezpieczonych w Narodowym Funduszu Zdrowia. Obiekt należy do Uzdrowiska Kołobrzeg S.A.

## UAM

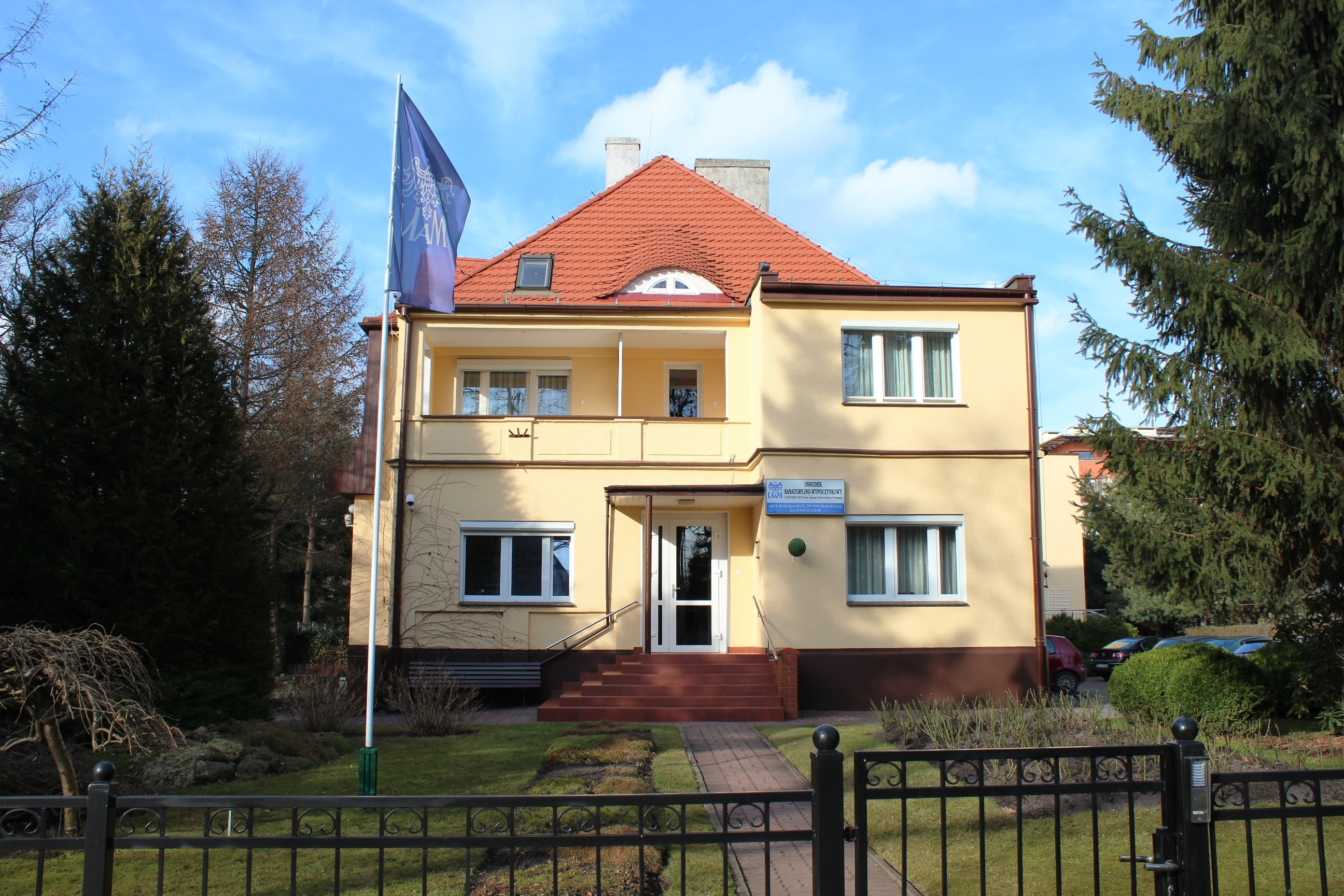
Sanatorium UAM

Ośrodek Sanatoryjno-Wypoczynkowy Uniwersytetu im. Adama Mickiewicza w Poznaniu położony jest przy ul. Kościuszki 1, w kwartale ulic: Sikorskiego, Kopernika, Kościuszki, Grottgera. W pobliżu znajduje się sanatorium Górnik oraz park im. Stefana Żeromskiego (zdrojowy). Obiekt składa się z budynku ze skośnymi dachami, krytymi dachówką ceramiczną i dobudowanej części z płaskim dachem. Ośrodek posiada 45 pokoi jedno-, dwu-, trzy- i czteroosobowych z niepełnym węzłem sanitarnym (umywalki) lub pełnym węzłem sanitarnym. Do dyspozycji gości jest stołówka, sala klubowa, sala konferencyjna wyposażona w sprzęt audiowizualny, biblioteka oraz pokój pracy twórczej.

## Verano

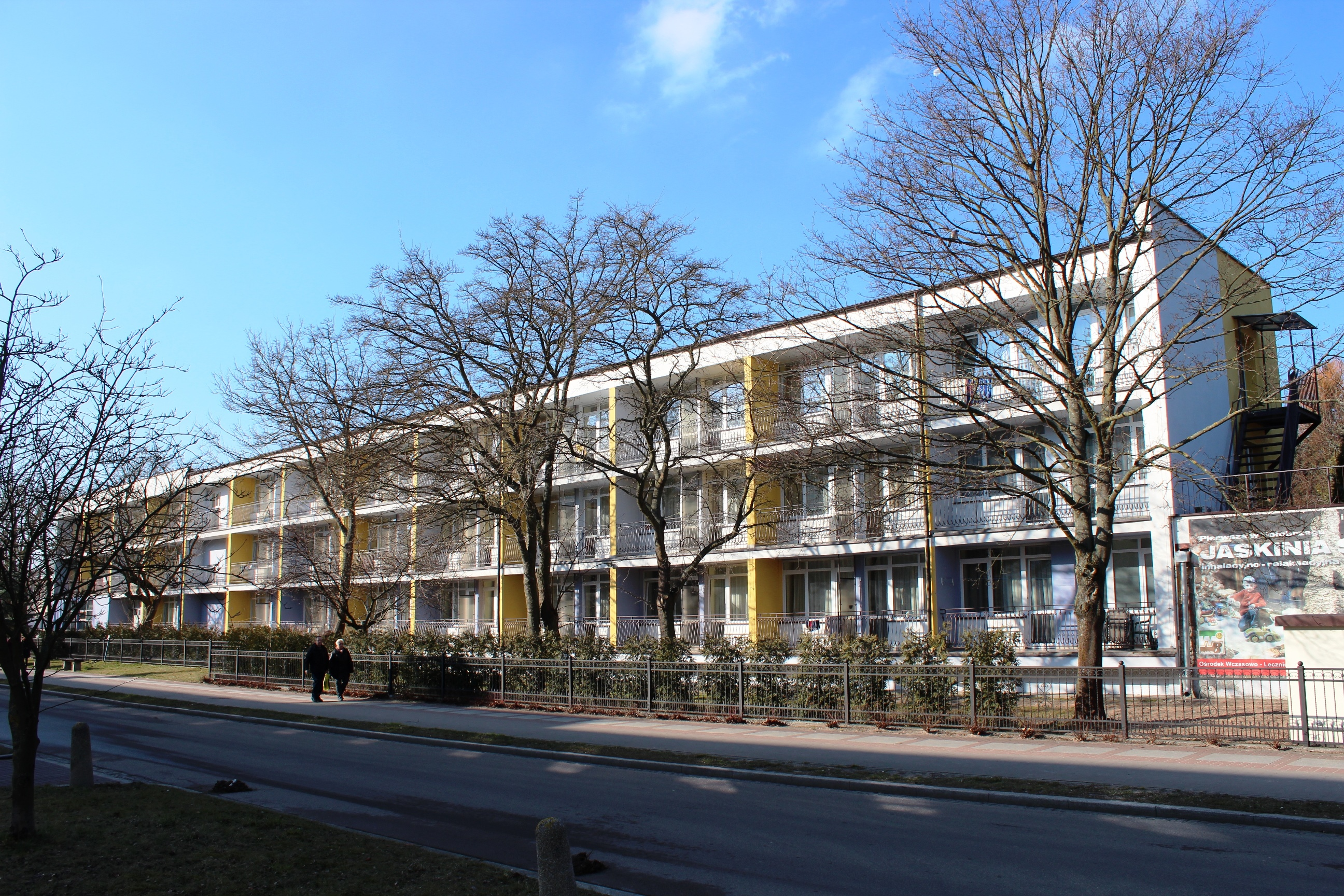
Sanatorium Verano

Centrum Zdrowia i Relaksu Verano położone jest przy ul. Sikorskiego 8, w kwartale ulic: Kościuszki, Krakusa i Wandy, Sikorskiego, Kołłątaja. W pobliżu znajduje się sanatorium Koral Live, San i Wistom. Centrum przylega do parku im. Stefana Żeromskiego (zdrojowego). Dawniej obiekt był ośrodkiem wypoczynkowym Kopalni Węgla Brunatnego Konin. Obiekt składa się z kilku budynków. Do dyspozycji gości jest 247 pokoi z balkonami (jedno-, dwu- i trzyosobowe) oraz 53 apartamenty. Sanatorium od 1966 specjalizuje się w leczeniu i profilaktyce osób ze schorzeniami układu ruchu, oddechowego, krążenia w stadium wydolności oraz schorzeń układu wydzielania wewnętrznego.

## Willa Fortuna

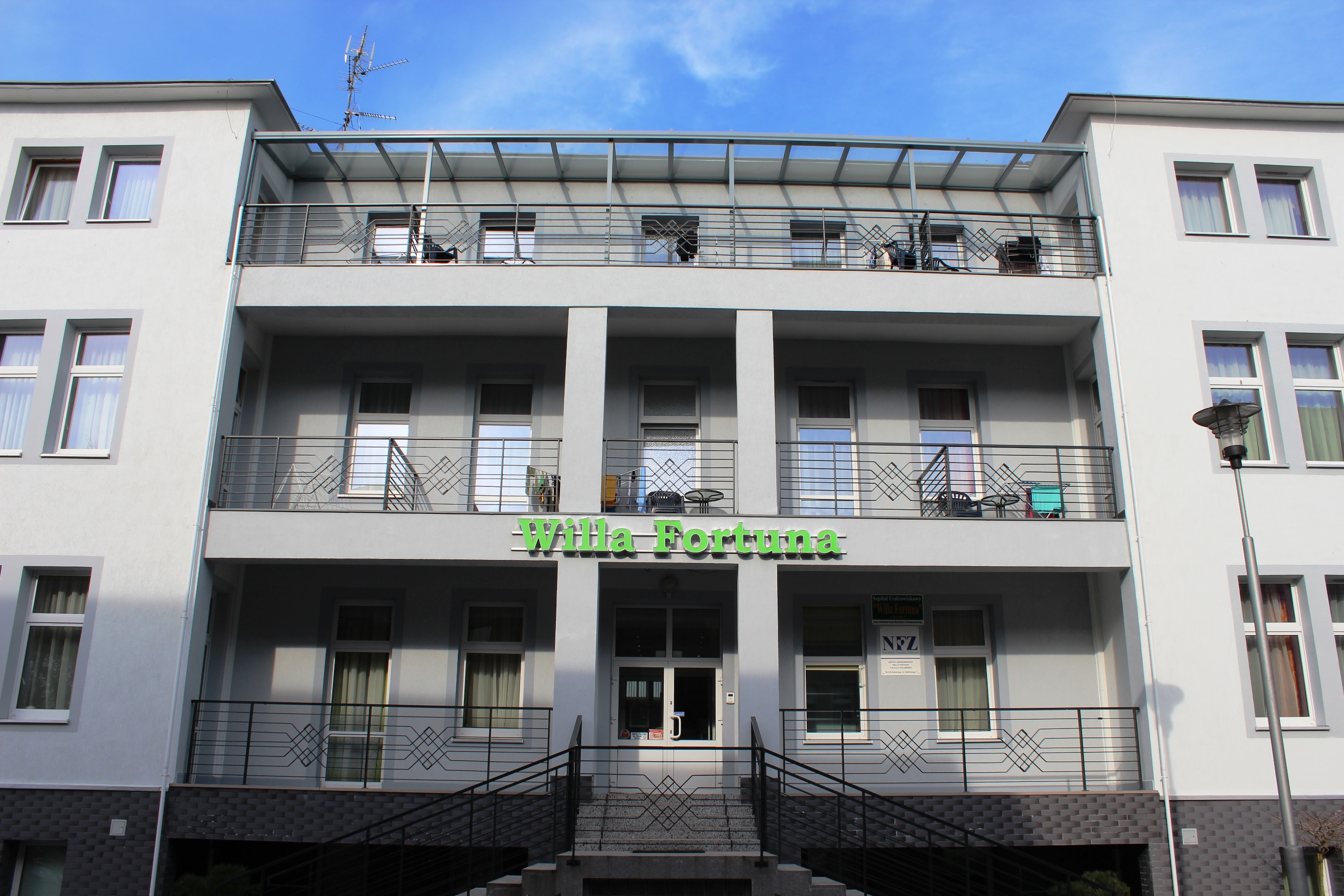
Sanatorium Willa Fortuna

Samodzielny Publiczny Zakład Opieki Zdrowotnej Szpital Uzdrowiskowy Willa Fortuna położony jest przy ul. Rafińskiego 3, w kwartale ulic: Rodziewiczówny, Norwida, Rafińskiego, Korzeniowskiego. Sąsiaduje z sanatorium Lech, Poznanianka i Niwa oraz Dziecięcym Szpitalem Uzdrowiskowym Słoneczko. Na planach dawnego Kołobrzegu, opracowanego przez A. Schella i M. Gaulkego obiekt pojawił się w 1906, jako dwa budynki osiedla willowego. Właścicielem jednego budynku był mistrz siodlarski August Schneider. W latach 30. XX wieku dom nabył baron Wilhelm von Dwingelow-Luttow, który umieścił na fasadzie oraz szczycie budynku nazwę Willa Fortuna. Dom przy obecnej ulicy Korzeniowskiego należał natomiast do rodziny o nazwisku Adam, a w latach późniejszych do Ottona Heidtke. W 1945 obydwa domy zostały niemal całkowicie spalone i zdewastowane. Po II wojnie światowej zamieszkali w nich pracownicy uzdrowiska. Po remoncie w latach 1963–1964 zorganizowano w budynkach sanatorium kolejowe. Obiekt został otwarty 5 września 1965 przez ministra komunikacji Piotra Lewińskiego. 13 stycznia 1984 zarządzeniem nr 2 Ministra Komunikacji sanatorium zostało przekształcone w Kolejowy Szpital Uzdrowiskowy „Kolejarz”, podlegający Dyrekcji Kolejowej Służby Zdrowia w Warszawie. Na mocy decyzji nr 47 z dnia 22 października 1998 Ministra Transportu i Gospodarki Morskiej szpital został wydzielony z Polskich Kolei Państwowych i przekształcony w samodzielny publiczny zakład opieki zdrowotnej pod nazwą Kolejowy Zakład Uzdrowiskowy „Kolejarz”. W 2008 powrócono do pierwotnej nazwy obiektu Willa Fortuna. Organem założycielskim oraz sprawującym nadzór nad zakładem jest Zarząd Województwa Zachodniopomorskiego. Sanatorium świadczy usługi m.in. dla osób ubezpieczonych w Narodowym Funduszu Zdrowia.

## Wistom

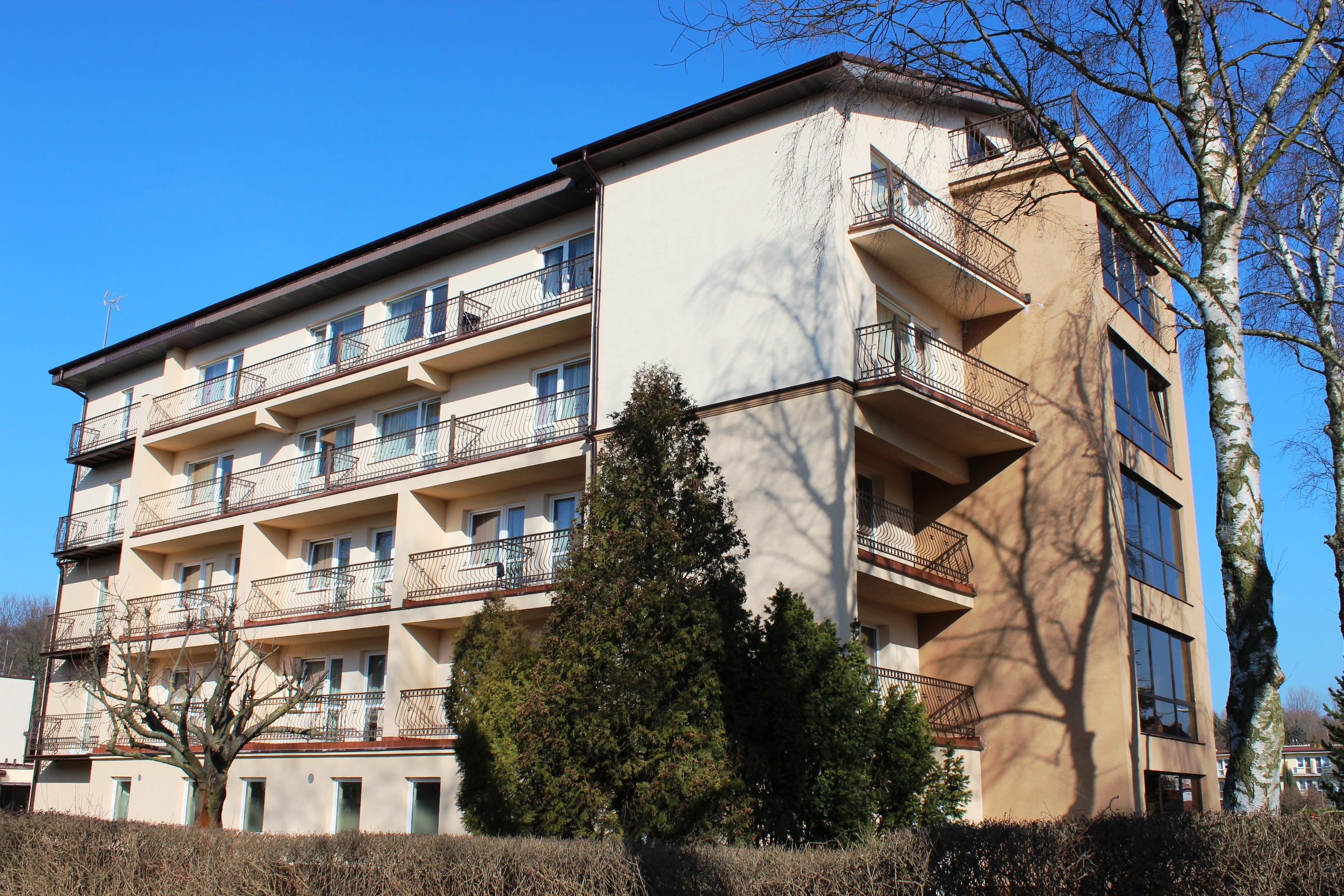
Sanatorium Wistom

Sanatorium Wistom położone jest przy ul. Sikorskiego 10, w kwartale ulic: Sikorskiego, Fredry, Kościuszki, Kołłątaja. W pobliżu znajduje się sanatorium Verano, Mega oraz Dozamel. Sanatorium przylega do parku im. Stefana Żeromskiego (zdrojowego). Obiekt składa się z trzech budynków. Sanatorium świadczy usługi m.in. dla osób ubezpieczonych w Narodowym Funduszu Zdrowia.